# Língua hupdá
Hupdá (Hupd'äh), também conhecida por nomes como Hupdë, Jupdá Macú, Ubdé, entre outros, é uma das quatro línguas pertencentes ao tronco Nadahup (ou maku oriental) das línguas macus. É falada por cerca de 1500 falantes nativos entre os rios Tiquié, Uaupés e Papuri, nas regiões noroeste do estado brasileiro do Amazonas e no distrito colombiano do Vaupés.
Embora o número de falantes de Hupdá não seja muito grande, a língua não é considerada seriamente ameaçada, uma vez que é aprendida como primeira língua pelas crianças da comunidade. No entanto, a pressão de outras línguas, bem como a influência da cultura Tucano dominante na região, pode representar desafios para a sua preservação no longo prazo.

## Classificação
A família linguística a que hupdá pertence é a família maku, também conhecida como Vaupés-Japurá. Localizada no noroeste da Amazônia, a família macu pode ser dividida em dois grupos: línguas Naduhup (ao qual o hupdá pertence) e línguas macu do norte.

## História
Apesar das dificuldades impostas pela pobreza da região de campinarana e pela presença de muitas cachoeiras, que representaram obstáculos à expansão das frentes pioneiras portuguesas e espanholas disputando a área desde o século XVII, os Maku foram alvos de apresamento e escravidão. No entanto, a análise de documentos da época indica que eles foram menos afetados pelos "descimentos" ou outras formas de violência durante o ciclo da borracha, no final do século XIX.
Durante esse período, os Maku se refugiaram nos territórios entre os rios Japurá, Tiquié e Papuri e aprenderam agricultura da mandioca e outras práticas culturais dos Tukano, com quem conviveram mais intensamente. Em 1914, os missionários salesianos chegaram à região, mas encontraram resistência dos Maku, que não queriam enviar suas crianças para internatos nos centros missionários. Nos anos 1970, os salesianos tentaram, sem sucesso, criar povoados-missão exclusivamente para os Maku.
Durante o período do garimpo do ouro da década de 1980 e início dos anos 1990, os Maku foram pouco afetados, pois este era praticado principalmente em áreas ribeirinhas. O único garimpo de terra firme, no extremo sul da Terra Indígena Alto Rio Negro, foi abandonado em 1986 devido à baixa produtividade. Com a popularização do movimento indígena no início dos anos 1990, a extração de ouro passou a ser realizada exclusivamente pelos povos da região.

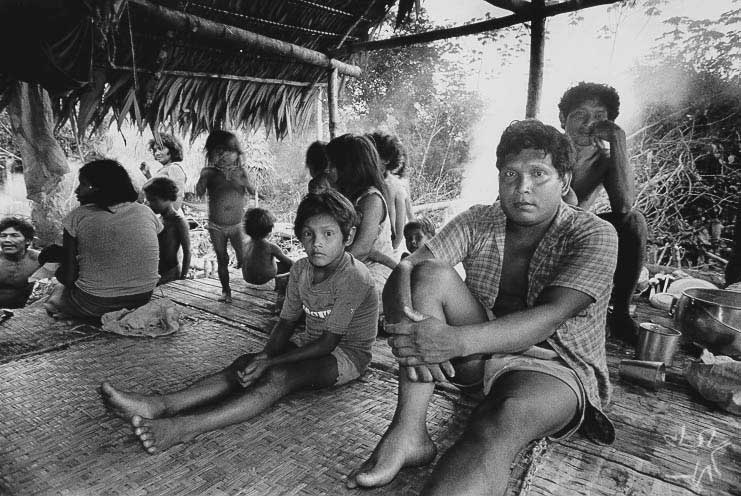
Os Maku do rio Japurá

## Etimologia
O nome da língua Hupdá é derivado do etnônimo dos falantes: hup é o termo utilizado para designar um ser humano (ou mais especificamente um ser humano da etnia Hupdá), já d'äh é o marcador do plural, logo, hupd'äh significaria apenas pessoas ou pessoas Hup. Os próprios Hupdá preferem chamar a sua própria língua por hup'ɨd, traduzido literalmente como língua dos Hup. 
Já o nome da família linguística tem sido assunto de muita discussão. Apesar do nome Macu ser o mais utilizado para se referir à família, o termo tem conotação pejorativa por significar "sem linguagem" nas línguas tukanas e "selvagem" ou "servo" nas línguas aruaques. Esta denominação apenas é utilizada por falta de opção melhor e por consenso etnográfico. 

## Distribuição Geográfica
Os 1500 falantes de Hupdá moram espalhados na região de floresta densa na fronteira do Brasil com a Colômbia. No lado brasileiro, a região é conhecida como Cabeça do Cachorro (devido ao seu formato no mapa), e é parte do estado do Amazonas. Dentro desta região, os Hup moram em uma área de aproximadamente 5400 quilômetros quadrados, definida pelo rio Tiquié ao sul, o rio Uaupés ao leste e o rio Papuri ao norte. 

### Dialetos
A lingua Hupdá é subdividida em três áreas dialetais principais. Estas são o dialeto ocidental, falado entre o alto Tiquié e Papuri, o dialeto central, falado entre o médio Tiquié e Papuri, e o dialeto oriental, falado entre o sul do Papuri e imediatamente a oeste do Uaupés. 
Falantes das variedades centrais e orientais entendem-se sem maiores problemas. Entretanto, ambos relatam dificuldades na comunicação com falantes da variedade ocidental. Isto decorre muito provavelmente da falta de contato dos falantes orientais e centrais com os falantes ocidentais, já que os falantes ocidentais habitam na Colômbia. 
Apesar de todas a variedades serem mutualmente inteligíveis, há um fenômeno na região em que os falantes só se declaram saber uma língua se possuírem um nível similar ao de um falante nativo. Na grande maioria dos casos, quando há alguma dificuldade na comunicação entre as vilas, recorre-se ao Tukano, a língua franca da região. 

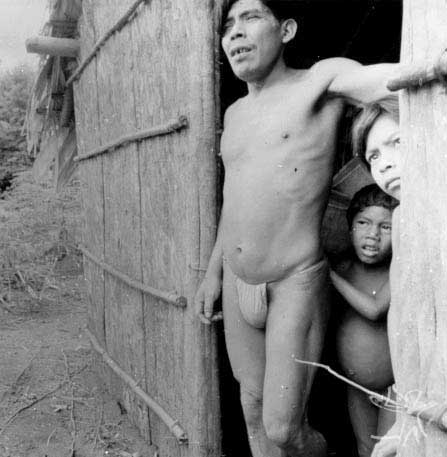
Indígenas Hupdá

## Fonologia
A fonologia da língua Hupdá é similar à de outras línguas macus, mas apresenta alguns fatores que a distinguem. A língua Hupdá conta com alguns fenômenos fonológicos exclusivos tanto no nível das consoantes quanto no nível vocálico. 

### Vogais
Hupdá, diferentemente da grande parte das outras línguas amazônicas, possui um sistema básico de 9 vogais contrastantes. Entretanto, o sistema de 9 vogais apenas se aplica no contexto oral (não nasalizado). Em ambientes nasais, o inventário vocálico é reduzido para 6 vogais contrastantes. Segue abaixo tabelas que demonstram suas características. 
Registra nove vogais orais e seis nasais: 
| Vogais   | Anteriores | Central | Posteriores |
| -------- | ---------- | ------- | ----------- |
| Fechadas | i ĩ        | ɨ ɨ̃     | u ũ         |
| Médias   | e          | ə       | o           |
| Aberta   | æ æ̃        | a ã     | ɔ ɔ̃         |

Não há ditongos ou vogais fonemicamente longas em Hupdá, embora efeitos de alongamento fonético se apliquem na posição final das palavras em morfemas CV. 

### Consoantes
Também contrastando com a maioria das outras línguas da região amazônica, Hupdá conta com um sistema de consoantes extenso, com 19 consoantes contrastantes (20 consoantes em certos dialetos). 
Registra 19 consoantes contrastantes e uma marginal: 
|                         | Bilabial | Alveolar | Palatal | Velar | Glotal |
| ----------------------- | -------- | -------- | ------- | ----- | ------ |
| Plosiva                 | p b      | t d      | c j     | k ɡ   | ʔ      |
| Plosiva glotalizada     | p' b'    | d'       | j'      | ɡ'    |        |
| Fricativa               |          |          | ç       |       | h      |
| Aproximante             | w        |          | y       |       |        |
| Aproximante glotalizada | w'       |          | y'      |       |        |

Em Hupdá, somente três consoantes podem ser encontradas na posição final de morfemas: /j/, /g/ e /ç/. É importante destacar que /p'/ só é encontrado na posição inicial de morfemas em uma única palavra e em alguns dialetos de Hupdá ele não existe. Já todas as outras consoantes podem ser encontradas em qualquer posição de morfemas (inicial, medial e final), com exceção das restrições que se aplicam à posição inicial e medial. 

#### Fenômenos consonantais
As oclusivas desvozeadas /b/ e /d/ se pré-nasalizam no início do morfema (mb, nd) e, quando aparecem no final, se pós-nasalizam como bm, dn, gŋ e y ao lado de uma vogal nasal, realizando-se como as nasais m, n, ŋ. A consoante /g/ somente ocorre no final do morfema. Se uma raiz ou sílaba terminada em /d/ é seguida por outra que começa com a mesma consonante, elas se unem para se realizarem como a vibrante /ɾ/. 
As consoantes glotalizadas faringealizam a vogal seguinte (CʼVʕ). As oclusivas glotalizadas /jʼ/ e /gʼ/ tornam-se desvozeadas glotalizadas /cʼ/ e /kʼ/ no início e no final do morfema. Enquanto as consoantes /bʼ/ e /dʼ/ se realizam como desvozeadas /pʼ/ e /tʼ/ no final do morfema e pré-nasalizadas /mbʼ/ e /mdʼ/ no início. 
A oclusiva palatal desvozeada /c/ no início da palavra varia livremente com a fricativa palatal /ʃ/ e, às vezes, com a africada /ts/ ou a palatal /ty/. Entre vogais, a sequência /č/ pode ser realizada como /yty/. No final da palavra, a consoante /c/ é realizada como a palatal alveolar /ty/. 
Na língua Hupdá existem dois tons: ascendente, e alto com um alofone descendente, que só aparecem em substantivos e adjetivos. Os morfemas átonos tem um tom baixo por padrão. 

### Sílabas
As sílabas de Hupdá possuem somente 3 formas diferentes nativas da língua, ordenadas da mais frequente para a menos frequente: 
| Composição |
| ---------- |
| CVC        |
| CV         |
| VC         |

É comum em Hupdá uma forte correspondência entre sílaba e morfema, mas a língua também permite palavras com mais de uma sílaba. No entanto, quase todas essas palavras são limitadas a duas sílabas. Com exceção dos ideófonos, apenas algumas palavras têm três ou mais sílabas. A maioria dessas palavras são nomes de pássaros ou criaturas voadoras, e provavelmente têm uma origem onomatopeica ou ideofônica (algumas podem ser emprestadas). 

### Características prosódicas
O Hupdá tem como principais características prosódicas a nasalização e a tonicidade da palavra, que combina tom contrastivo e estresse lexical. Ambos são fonêmicos e têm a sílaba (e, em geral, o morfema) como seu principal domínio.

#### Nasalização
Em Hupdá, a nasalização é uma característica que se aplica ao nível de morfema ou, no mínimo, ao nível de sílaba. Isso significa que cada sílaba e praticamente todo morfema são descritos como completamente nasalizados ou completamente orais. Assim, a nasalidade afeta todos os segmentos dentro desse domínio de maneira igual, e não pode ser considerada uma propriedade de cada segmento individualmente. 
Todos os fonemas segmentais - com exceção dos obstruentes sem voz, que não são afetados pela nasalização - possuem variantes nasalizadas e orais, dependendo do valor nasal ou oral do morfema/sílaba em que ocorrem. Os alofones incluem [m], [n], [ñ] e [ŋ] da série de oclusivas sonoras /b/, /d/, /j/, /g/, e [m'], [n'], [ñ'] e [ŋ'] glotalizadas das oclusivas glotalizadas. Além disso, as semivogais /w/ e /y/ e as fricativas /h/ e /ç/ também são nasalizadas em contextos nasais. O mesmo acontece com as vogais, embora o sistema de nove vogais seja reduzido a seis em ambientes nasais. 
Vale ressaltar que apesar de quase todos os morfemas do Hupdá serem totalmente nasais ou orais, existem alguns exemplos de palavras que são (pelo menos sincronicamente) monomorfêmicas, mas combinam uma sílaba nasal com uma sílaba oral. A maioria ou todas provavelmente são derivadas historicamente de dois morfemas, embora sincronicamente sejam lexicalizadas como um único morfema unitário. 

##### Propagação de nasalização
A propagação nasal é extremamente limitada em Hupdá. Em geral, a propagação nasal não ocorre entre os limites dos morfemas. As únicas exceções envolvem os sufixos de cópia de vogal, nos quais a vogal copiada assume a qualidade nasal ou oral da vogal da raiz juntamente com suas outras características, e casos nos quais uma forma historicamente bimorfêmica é lexicalizada novamente para formar uma forma sincronicamente monomorfêmica. Caso contrário, a propagação nasal não ocorre, mesmo entre uma raiz e um sufixo de vogal inicial não copiador. 
Quando a propagação nasal ocorre como parte do processo de lexicalização - no qual ao longo do tempo uma forma bimorfêmica (geralmente um composto de substantivo ou verbo) desenvolve uma identidade como um item lexical unitário ou até monomorfêmico - ela geralmente ocorre da direita para a esquerda. Essa direcionalidade provavelmente tem a ver com o fato de que o elemento final da frase é normalmente a cabeça sintática (e semântica) do composto, e/ou com a tendência da última sílaba da palavra de carregar o acento lexical primário. Na maioria dos casos, a propagação nasal simplesmente acompanha a harmonização vocálica (que também ocorre da direita para a esquerda). Em alguns casos, no entanto, ela se aplica mesmo na ausência de qualquer processo de harmonização. 

#### Tonicidade
Hupdá tem um sistema restrito de contraste lexical de tom. Em Hupdá, tom e estresse lexical trabalham juntos. Os contrastes tonais são restritos a sílabas com estresse primário (e, nesses casos, o contraste tonal, que depende do contorno, é claramente audível apenas nas sílabas acentuadas que estão no final da palavra). Um sistema de "acento de palavra" (também chamado de "politonicidade" e "acento de tom") compartilha características com sistemas de acento de altura, tom e estresse, mas é distinto de todos eles. Como em uma língua tonal, o sistema de acento de palavra de Hupdá exibe um paradigma de contrastes tonais ao nível da palavra; como em uma língua de acento de altura, o contraste tonal é restrito a uma sílaba por palavra; e finalmente, como em muitos sistemas de estresse, a sílaba acentuada na palavra geralmente é previsível e é "separada" pelas mesmas características fonéticas que normalmente distinguem o estresse lexical em outras línguas - maior intensidade, duração mais longa e tom mais alto. 
Na língua, há dois tons fonêmicos, realizados como tom ascendente e alto, que ocorrem exclusivamente em sílabas acentuadas; o sistema Hupdá é, portanto, definido como um sistema de acento de palavra. Foneticamente, Hupdá também possui um tom de contorno decrescente, que é um alofone do tom alto (observe, no entanto, que não está completamente claro qual deve ser considerado subjacente). Sílabas átonas recebem um tom baixo fonético padrão. O valor tonal e/ou sua realização alofônica são parcialmente previsíveis a partir do modelo de sílaba (CVCvozeado, CVCdesvozeado ou CV). Sílabas acentuadas em que a consoante final é vozeada (CVCvozeado) recebem um tom de contorno ascendente ou decrescente. A consoante final vozeada - como um obstruente pós-nasalizado - normalmente acomoda parte do contorno. Sílabas com uma consoante de coda desvozeada (CVCdesvozeado) podem receber o tom alto ou ascendente. As sílabas com um modelo subjacente CV, realizadas como [CV:] quando ocorrem no final da palavra, quase sempre apresentam tom decrescente. As exceções a essa regra parecem ser empréstimos do Tukano ou do português.

## Ortografia
A ortografia prática do Hupdá está sendo desenvolvida com o objetivo principal de ser uma ferramenta para os próprios falantes de Hupdá no desenvolvimento de um programa de alfabetização em língua nativa. Henri Ramirez propôs essa ortografia com algumas contribuições de Epps. Ainda há muitos problemas a serem resolvidos e decisões a serem tomadas para que a ortografia prática funcione de maneira eficaz. Espera-se que, à medida que mais falantes de Hupdá se familiarizem com o sistema de escrita, algumas dessas questões sejam resolvidas por meio de discussões na comunidade. 
Segue a ortografia sugerida por Ramirez & Epps: 

### Vogais
| Fonema | Letra que o representa |
| ------ | ---------------------- |
| /i/    | i, ĩ                   |
| /ɨ/    | ɨ, ɨ̃                   |
| /u/    | u, ũ                   |
| /e/    | ë                      |
| /ə/    | ä                      |
| /o/    | ö                      |
| /æ/    | e, ẽ                   |
| /a/    | a, ã                   |
| /ɔ/    | o, õ                   |

### Consoantes
| Fonema | Letra que o representa |
| ------ | ---------------------- |
| /p/    | p                      |
| /t/    | t                      |
| /s/    | s                      |
| /k/    | k                      |
| /ʔ/    | '                      |
| /b/    | b, m                   |
| /d/    | d, n                   |
| /j/    | j                      |
| /g/    | g                      |
| /b'/   | b', m'                 |
| /p'/   | p'                     |
| /d'/   | d', n'                 |
| /j'/   | s', j'                 |
| /g'/   | k', g'                 |
| /ç/    | ç                      |
| /h/    | h                      |
| /w/    | w                      |
| /y/    | y                      |
| /w'/   | w'                     |
| /y'/   | y'                     |

## Gramática

### Sentença e alinhamento

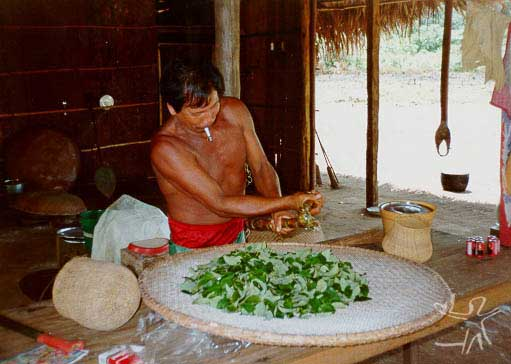
Indígena Hupdá preparando ipadu

Hupdá é uma altamente aglutinativa e concatenativa (as palavras são formadas pela junção de morfemas) com alta taxa de síntese e baixa taxa de junção fonológica de morfemas e possui sintaxe nominativa-acusativa (os sujeitos dos verbos transitivos e intransitivos têm a mesma forma). Além disso, faz parte do pequeno grupo de línguas do mundo que tem OSV (Objeto - Sujeito - Verbo) como ordem básica das sentenças, apesar desta ser bastante flexível na grande parte dos casos. 

### Pronomes
O discurso de Hupdá depende fortemente dos pronomes. Qualquer constituente pode ser referido anaforicamente por um pronome se puder ser recuperado através do contexto. O principal protagonista de uma narrativa é frequentemente referido através do pronome pessoal da terceira pessoa do singular durante toda a história. Mesmo dentro de uma mesma sentença, é comum referir-se a mais de um personagem usando o mesmo pronome de terceira pessoa. Em Hupdá, o contexto e marcação de casos gramaticais são suficientes para diferenciar os referentes. 
Como em muitas línguas, os pronomes de Hupdá (incluindo suas variantes) são formas deíticas que podem ocorrer como argumentos dos predicados, no lugar de uma frase nominal. Por isso, referem-se anaforicamente a uma entidade que seria indicada, em outra ocasião, por uma frase nominal completa, ou ainda, referem-se deíticamente ao contexto físico. 
De forma suficientemente rígida, a posição dos constituentes da sentença segue o seguinte padrão: 
Frase Nominal → (Demonstrativo - Pronome Possessivo - Numeral) Substantivo (Adjetivo) 
Segue abaixo a tabela dos pronomes da língua Hupdá: 
|     | Sujeito | Objeto | Oblíquo | Possessivo |
| --- | ------- | ------ | ------- | ---------- |
| 1sg | ʔɑ̃h́     | ʔɑ́n    | ʔɑ̃h́-ɑ̃t́  | nɨ̌         |
| 2sg | ʔɑ́m     | ʔɑ́m-ɑ́n | ʔɑ́m-ɑ́t  | ʔɑ́mɨ̌h      |
| 3sg | tɨ́h     | tɨ́h-ɑ́n | tɨ́h-ɨ́t  | tɨnɨ̌h      |
| 1pl | ʔɨ́n     | ʔɨ́n-ɑ́n | ʔɨ́n-ɨ́t  | ʔɨnɨ̌h      |
| 2pl | nɨ́ŋ     | nɨ́ŋ-ɑ́n | nɨ́ŋ-ɨ́t  | nɨŋɨ̌h      |
| 3pl | hɨ́d     | hɨ́d-ɑ́n | hɨ́d-ɨ́t  | hɨdnɨ̌h     |

Apesar do gênero não estar incluso no sentido dos pronomes, ele pode ser especificado, caso necessário. Nestes casos, o pronome tem uma função similar a um determinador, como em: hɨ̂d ʔã́ d'əh = aquelas mulheres. 

### Substantivos
Em Hupdá, os substantivos são classificados em um de dois grupos através um sistema baseado no vínculo que possuem, sendo chamados de substantivos vinculados ou livres. Substantivos vinculados são aqueles que estão necessariamente ligados a uma outra forma nominal. Substantivos vinculados em Hupdá geralmente incluem quase todos os substantivos humanos genéricos, termos de parentesco, partes do corpo de animais e alguns outros. Os substantivos livres são aqueles que não necessitam necessariamente estarem associados com uma outra forma nominal ou com um possuidor, como frutas, objetos em geral e elementos da natureza. 

#### Plural
O marcador de plural para substantivos é =d'əh e segue uma hierarquia de animacidade: humanos, animais e inanimados. Para humanos, a marcação de plural é obrigatória, salvo quando o referente não é especificado. 
tiyǐʔ=d'əh-əwə́c ʔəg-nɑ́ʔ-ɑ́y
homem=PLURAL-MARCADOR DE SEQUÊNCIA-EXCLUSIVO beber- perder.sentidos-DINÂMICO
Apenas os homens beberam e perderam os sentidos.
hup də̌b hɨd bɨ́ʔ-ɨ́h
pessoa muitos 3pl trabalhar-MODO DECLARATIVO
Muitas pessoas trabalharam.
No entanto, o marcador se faz presente para grupos de pessoas, que são considerados plural, conceitualmente: 
nutæ̌n-ɑy teghɔ̃́=d'əh nɨ̌h yɑ́g-ɑy nutæ̌n-ǽp
hoje-INCOATIVO não-índios=PLURAL POSSESSIVO rede-INCOATIVO hoje-DEPENDENTE
Hoje em dia, nós usamos e dependemos das redes dos não-índios.
Animais geralmente também são marcados para pluralidade, mas diferem no sentido de que o marcador não é obrigatório para um grupo de animais. Assim como os humanos, referentes não especificados também não são marcados:
núp nutæ̌n yɑʔɑ́m=d'əh hɨd wæd-nɨ́h-ɑy-ɑ́h
esse hoje onça=PLURAL 3pl comer-NEGATIVO-INCOATIVO-DECLARATIVO
Então onças não comem gente hoje.
hɔ̃̌p(*=d'əh) ʔɑ̃́h kək-d'oʔ-nɨ́h
peixe(*=PLURAL) 1sg puxar-pegar-NEGATIVO
Eu não peguei nenhum peixe
hɔ̃̌p=d'əh pɑ̃̌
peixe=PLURAL NEGATIVO:PESSOA EXCLUSIVA
Os peixes (em específico) não estão aqui
Objetos inanimados não são marcados para pluralidade e dependem de numerais para esta indicação. Entidades inanimadas plurais são tratadas como se tivessem baixa importância, devido ao fato de geralmente terem saliência conceitual baixa e, portanto, estarem quase sempre sem marcação de número no discurso também.
dadɑ́nya tɨ́h-ɑ̌n ʔɑ̃h nɔ́ʔ-b'ɑy-ɑ́h
laranja 3sg-OBJETO dar-REPETITIVO-DECLARATIVO
Eu darei à ela as laranjas (que eu trouxe)

#### Caso gramatical e concordância
Hupdá é uma língua nominativa-acusativa. Todos os sujeitos são não-marcados, enquanto que o objeto e outros casos gramaticais possuem um sufixo. O sufixo a ser utilizado depende do número, animacidade, tipo de substantivo e função gramatical. A marcação de casos também se extende para a frase nominal e oração subordinada, onde os sufixos são adicionados ao constituente final da frase. 
| Função Gramatical                                    | Substantivos                                          | Substantivos marcados para número | Pronomes e demonstrativos |
| ---------------------------------------------------- | ----------------------------------------------------- | --------------------------------- | ------------------------- |
| S, A                                                 | -ø                                                    | -ø                                | -ø                        |
| O (objeto direto)                                    | Humanos: -ɑ̌n, Animais: -ɑ̌n (opcional), Inanimados: -ø | -ɑ̌n (Plural: -n’ɑ̌n)               | -ɑ̌n                       |
| O (beneficiário, recipiente de verbos ditransitivos) | -ɑ̌n                                                   | -ɑ̌n (Plural: -n’ɑ̌n)               | -ɑ̌n                       |
| Oblíquos direcionais                                 | -an                                                   |                                   |                           |
| Oblíquos                                             | -V́t                                                   | -V́t                               | -V́t                       |

Segue alguns exemplos de utilização de casos gramaticais em Hupdá:
tɨh=tæ̃h ʔín-ɑ̌n=mɑh tɨh mǽh-ǽh
3sg=criança,mãe-OBJETO=EVIDENCIAL REPORTATIVO 3sg bater-MODO DECLARATIVO
É dito que ele bate na sua esposa
nǽm ʔɑ́m-ɑ̌n ʔɑ̃h key-nɨ̌ŋ
piolho 2sg-OBJETO 1sg ver-COOPERATIVO
Eu vou procurar piolhos para você.
hɔ̃p=n'ɑn tɨh w'ób-óh
peixe=PLURAL.OBJETO 3sg lugar-MODO DECLARATIVO
Ela pôs o peixe (no lugar de defumação)
yɑ́g-ɑn g'ɑ̃ʔ-ʔɑ́y hɑ́m
rede-OBLÍQUO DIRECIONAL suspender-VENTIVO.IMPERATIVO ir.IMPERATIVO
Vá deitar na rede!
tiyǐʔ(-ɑ̌n) (tɨh=)pǒg-ɑ̌n túk-úy=mɑh
homem(-OBJETO) (3sg=)grande-OBJETO querer-DINÂMICO=EVIDENCIAL REPORTATIVO
É dito que ela quer o homem grande
Apesar dos marcadores de caso objetivo e oblíquos direcionais serem quase idênticos foneticamente, a única diferença sendo o estresse, o caso oblíquo direcional é utilizado principalmente para indicar direção, e, às vezes, localização (quando coincide com o caso oblíquo).

#### Substantivos semi-verbais
Alguns substantivos de Hupdá são semi-verbais, a saber aqueles que tratam sobre a passagem do tempo, assim como períodos de tempo que são "inerentemente progressivos e impermanentes". 
Palavras de passagem do tempo:
- wəhə́d - homem velho
- wɑ́ - mulher velha
- dóʔ - criança

Palavras de período do tempo:
- wɑ́g - dia
- j'ə́b - noite

Mesmo que essas palavras pertençam à classe dos substantivos (aparecem tipicamente como argumentos de uma sentença e flexão aspectual não é necessária), possuem qualidades similares à de um verbo, como o aparecimento em composições verbais. Por exemplo:
mɔ̌h tɨh yæ̃ʔ-wɑd-hi-wɑ́g-ɑ́h
inambu 3sg assar-comer-EVIDENCIAL FACTUAL-dia-MODO DECLARATIVO
Ele assou e comeu inambu até o final do dia

#### Marcadores de respeito
O enclítico =wəd, derivado da palavra para "homem velho" wəhə́d, pode ser inserida como um marcador de respeito quando há referência a um ser espiritual ou outros humanos. A forma feminina do marcados é =wa. 
yunícu=wəd-ǎn ʔãh ʔɨ́d-ɨh
Junilson=MARCADOR DE RESPEITO-obj 1sg falar-MODO DECLARATIVO
Eu falei com o respeitável Junilson.
Esse marcados é usualmente utilizado para referir-se a alguém mais velho ou de status social mais elevado, apesar de também poder ser usado para indicar alguém que deve ser temido, especialmente quando refere-se a espíritos perigosos.
yúp tɨ̃hɨ̃́y=wəd nɨ̌h tóg-óh!
aquele.INTANGÍVEL cobra=MARCADOR DE RESPEITO MARCADOR POSSESSIVO filha-MODO DECLARATIVO
Foi a filha da velha/respeitada Cobra
O uso de =wəd não é necessariamente respeitoso. O enclítico também pode ser afixado a nome de crianças como um sinal de afeto.

### Verbos
Em contraste com os substantivos em Hupdá, que é morfologicamente relativamente isolado, o verbo é morfologicamente complexo. A palavra do verbo é tipicamente composta por formas aglutinadas em camadas, incluindo raízes (das quais várias podem ser unidas para formar um composto) e formativos ligados (afixos, clíticos e partículas). Embora quase todos esses formativos verbais sigam o radical - como é a regra geral na morfologia Hupdá - existe um pequeno conjunto de formativos verbais que precedem o radical; todos eles relacionados ao ajuste da valência. Os verbos Hupdá não se flexionam em número ou gênero (embora estes possam ser marcados em construções verbais nominalizadas). Geralmente também não há marcação de pessoa no verbo. Os radicais dos verbos em Hup são regulares, com praticamente nenhuma forma supletiva ou outras irregularidades. 
Os verbos em Hup não podem ser utilizados sem a presença de afixos em predicados de frases, exceto em casos específicos, como no modo apreensivo, no modo imperativo e em algumas frases subordinadas. Esses afixos podem ser compostos por um conjunto de elementos, como prefixos, sufixos interiores, sufixos de limite e até mesmo partículas. Todos esses formativos são considerados partes importantes da palavra verbal, ainda que as partículas sejam relativamente livres foneticamente. 
O modelo verbal básico na língua Hup é composto por um radical, que pode ser formado por uma sequência de radicais compostos, e uma série de afixos, que podem incluir proclíticos, prefixos, sufixos interiores, sufixos de limite, enclíticos e partículas. Segue um modelo verbal básico, note que as estruturas obrigatórias estão em negrito: 
(Proclíticos) = Prefixo(s) - Raiz - Sufixo(s) interno(s) - Sufixo de limite = Partícula(s) enclítica(s) 
A partir da junção dos morfemas, os aspectos verbais e outras informações semânticas são atribuídas aos verbos.Segue também a lista em ordem relativa dos morfemas nos verbos de Hupdá: 
| 1. Proclíticos                | 2. Prefixos                                                             | 3. Raiz                          | 4. Sufixos internos                          | 5. Sufixo de limite            | 5. Sufixo de limite                                                     | 6. Enclíticos      | 7. Partículas |
| ----------------------------- | ----------------------------------------------------------------------- | -------------------------------- | -------------------------------------------- | ------------------------------ | ----------------------------------------------------------------------- | ------------------ | ------------- |
|                               | Interacional ʔũh-                                                       |                                  | Télico -yɨʔ-                                 | 5.1. Cláusulas principais      | 5.2. Cláusulas subordinadas                                             | Contrafactual =tih | Habitual bɨ̂g  |
| Reflexivo hup-                | Venitivo -ʔay-                                                          | Declarativo - V́h                 | Marcador de subordinação -Vp, -d'əh (plural) | Interrogativo alternativo =haʔ | Distributivo pɨ̂d                                                        |                    |               |
| Factitivo hi-                 | Aplicativo -ʔũh-                                                        | Dinâmico -V́y                     | Condicional -tæ̌n                             | Coordenativo enfático =nih     | Frustrativo yæ̃́h                                                         |                    |               |
|                               | Completivo -cɨ̃p- / -cɨ̃w-                                                | Interrogativo -Vʔ                | Propósito -tég                               | Evidencial inferido =cud       | Contraste: passado distante j'ám, temporalmente próximo páh, futuro tán |                    |               |
| Contrafactual -tæ̃ʔ-           | Clausal negativo -nɨ̂h                                                   | Marcadores de caso -ǎn, -V́t, -an | Evidencial não-visual =hɔ̃                    | Intensificador mún             |                                                                         |                    |               |
| Perfectivo -ʔeʔ               | Imperativo -kæ̃m                                                         | Nominalizador -n'ɨ̌h              | Repetivivo =b'ay                             | Conjunção adversativa kǎh      |                                                                         |                    |               |
| Clausal negativo -nɨ̂h-        | Cooperativo -nɨ̌ŋ                                                        | Sequencial -yóʔ                  | Reportivo evidencial =mah                    | Persistiva tǽ                  |                                                                         |                    |               |
| Ênfase -pog-                  | Futuro -tég                                                             | Simultâneo -mɨ̌ʔ                  |                                              | Modalidade epistêmica ʔṹh      |                                                                         |                    |               |
| Habitual -bɨg-                | Incoativo -ay                                                           | Temporal adverbial -kamí         |                                              |                                |                                                                         |                    |               |
| Distributivo -pɨd-            | Foco - áh                                                               |                                  |                                              |                                |                                                                         |                    |               |
| Futuro -teg-                  | Marcadores de ação feitas só -kéʔ, -d'ǎh                                |                                  |                                              |                                |                                                                         |                    |               |
| Evidencial -hɔ̃-, -cud-, -mah- | Jussivo -ʔṹh                                                            |                                  |                                              |                                |                                                                         |                    |               |
| Frustrativo -yæ̃h-             | Diminutivo verbal -kodé                                                 |                                  |                                              |                                |                                                                         |                    |               |
| Repetitivo -b'ay-             | Intensificadores e classificadores -Vcáp, Vtiʔ, -Vyá, -Vhə́ʔ, Vʔĩh, Vyɨ̂k |                                  |                                              |                                |                                                                         |                    |               |
| Incoativo -ay                 |                                                                         |                                  |                                              |                                |                                                                         |                    |               |
| Evidencial inferido -ni-      |                                                                         |                                  |                                              |                                |                                                                         |                    |               |
| Enchimento -Vw-               |                                                                         |                                  |                                              |                                |                                                                         |                    |               |

Vale ressaltar que a raiz pode incluir várias raízes componentes internas.

## Vocabulário
Seguem alguns exemplos de vocabulário de cunho geral em Hupdá:

### A história do espírito da moita do abacaxi

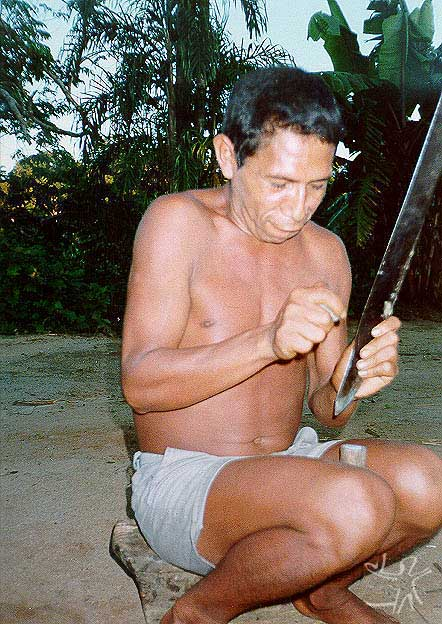
Indígena Hupdá da Aldeia do Pidu Bu fazendo fogo com pedras lascadas

A seguir está uma história tradicional Hupdá chamada "A história do espírito da moita do abacaxi", contada pelo indígena Hupdá Elias Andrade Pires à linguista Patience Epps, na vila de Barreira Alta em janeiro de 2002. 
| Hupdá | Português |
| --- | --- |
| Yɨ́t=mah, tɨh=dóʔ ʔɔ́-ɔ́h. Yɨ́t tɨh ʔɔ́t-ɔ́y keyóʔ=mah, tɨ́h=ʔíp tɨ́h-ǎn hǎyʔah cóʔ d'oʔ-way-g'et-yɨ́ʔ-ɨ́h. Yɨ́t tɨh d'oʔ-way-g'et-yɨ́ʔ-ɨ́t=mah yɔ́y canǎ pɔ́ baktɨ̌b' d'oʔ-ham-yɨ́ʔ-ɨ́h. Yɨ́t=mah hɨd ʔũh-toh-hám-ã́h, "Nɨ̌=mah páh yúw-úh! Nɨ́=mah páh yúw-úh!" Yɔ́y canǎ pɔ́ baktɨ̌b', "Nɨ̌=mah, nɨ́=mah páh yúw-úh!" ʔŨh-nɔ-hám-ã́y=mah, yɨd'ə̌h-ə́h, yúp=ʔã́-ǎn ʔũh-toh-hám=d'əh. Yɔ́y canǎ pɔ́-ɔ́t n'íp=ʔĩh=mah tɨ́h-ǎn d'oʔ-ye-yɨ́ʔ-ɨ́h, té yúp pɔ́-an. Yɨ́t=mah tɨh tæ̃h-ni-yɨ́ʔ-ɨ́h, yúp=ʔã́y-ã́h. Tæ̃-ni-yóʔ, ní-ĩ́y=mah, tɨh hũh-j'ɔm-ay-áh, tɨh d'oʔ-d'ób'b'ay-áh. Yúp d'oʔ-d'ob-op=mah yúp, tɨnɨ̌h mɔ́y-ɔ̃́t kək-g'ãʔ-d'oʔ-kədwáy-ay-áh; yɨ́t=mah tɨh=dóʔ ʔɔ́-ɔ́h. "Tú=mæh=yɨʔ ʔám=ʔíp mɔ́yók ní-ĩp=mæh yúw-úh" tɨ́h-ǎn nɔ́-ɔ̃́y=mah yúw-úh. Yɨ́t-mah yúp húp-wəd wɨʔ-g'ét-éy mɔ̌h g'íg-ip=ʔĩh. Yɨ́t=mah tɨh hũh-j'ɔ́m-ɔ̃́h, mɔ́h, ɔ̃́t. Hũh-j'ɔ́m=yɨʔ ní-ĩ́=mah, tɨh d'oʔ-cɔ́p-ɔ́h, mɔ̌y-an. Yúp=mah yúp tɨ́h=ʔíp-ǎn ʔɨd-wɨdyé-éh. Yɨ́t, "ʔÁm=tóg tæ̃́h hũh-j'ɔm-túʔ-úh, ʔám mæh-wɔn-d'əh-ham-ʔě=p=ʔã́y-ã́h," tɨ́h-ǎn nɔ-wɨdyé. Yɨnɨh-yóʔ=mah yúp ʔecáp cóʔ hɨd nǽn-ay-áh, hɨ́d-ǎn mǽh=d'əh-ə́h. hĩ́=mah hɨd maç-wɔn-yé-éh. Yúp pɔ́-an maç-hũʔ-yɨ́ʔ, hɨ́d-ǎn mæh-hũʔ-yɨ́ʔ=mah hɨd ní-ĩ́h. Yɨ́t maç-hũʔ-yóʔ, yúp pɔ́ hæhɔ́ yúp-ʔãy ni-ní-h, nɔ́yhaʔ, yúp pɔ́ hæhɔ́-an. Yæ̃wæ̃c-yóʔ=mah tɨ́h-ǎn hɨd d'oʔ-yé-éh, mɔ́y-an. Mɔ̌y-an d'oʔ-ye-yóʔ, hɨd d'oʔ-wɨdyé-ét=mah, yúp=ʔãy naʔ-yɨ́ʔ-ɨ́h. Naʔ-yóʔ ní-ĩ́y, hɨd biʔíd-ít=mah tɨh macã́-b'ay-áh, yúp=ʔãy-ã́h. J'ɨ̌k tɨh cɨwɨ̃́ʔ-ɨ̃́t=mah tɨh naʔ-yɨ́ʔ-ɨ́h, jɨ̌k tɨh cɨwɨ̃́ʔ-ɨ̃́t. Yaʔǎp-ay yúw-úh. | Diz-se que uma criança chorava à noite. Porque chorava, diz-se que o pai a colocou do lado de fora. Então, quando a colocou do lado de fora, diz-se que um espírito do matagal de abacaxi yçy a levou. Com isso, diz-se que eles (os outros espíritos) foram atrás para roubar a menina, dizendo: "Mas ela é minha! Mas ela é minha!" E aquele espírito do matagal de abacaxi yçy disse: "Minha, não, ela é minha!" Todos foram dizendo (assim) juntos, todos indo atrás daquela menina para roubá-la. Aquele levou-a para dentro do matagal de abacaxi yçy, diz-se, todo o caminho até lá. "Então, ela teve um filho", diz-se, aquela mulher. Tendo tido um filho, diz-se que ela o levou até o rio para banhá-lo. Enquanto o levava até o rio, diz-se que ela o bateu contra a casa (trave) enquanto ia depressa (batendo-o acidentalmente), e o bebê chorou. "São tão baixas, as vigas da casa do seu pai", disse ela a ele. Então, diz-se que havia um homem parado ali, ouvindo, um que estava caçando inambu. Então, diz-se que ela banhou (o bebê) no lago. Ela o banhou, diz-se, e o levou de volta para casa. Então, diz-se que (o homem) voltou e contou ao pai dela. "Sua filha está banhando um bebê, a menina que você bateu e expulsou", disse ele ao entrar. Então, com isso, diz-se que no dia seguinte eles saíram para matá-los. Eles simplesmente entraram cortando (as plantas), seguindo-os (os espíritos). Eles cortaram tudo no matagal e os mataram todos. Então, tendo cortado tudo, lá no meio do matagal estava a mulher, dizem, lá no meio do matagal. Ao encontrá-la, eles a levaram de volta para casa. Ao entrar na casa, no momento em que a trouxeram, aquela mulher perdeu a consciência. Tendo perdido a consciência, quando a abençoaram, diz-se que ela recuperou a consciência. (Mas) no momento em que cheirou a fumaça, diz-se que ela morreu, no momento em que cheirou a fumaça. É isso. |

### Palavras básicas
Nomes selecionados de plantas e animais na língua hupdá (Ramirez 2006):
| \| Hupd'äh \| Glosa \| Notas \| \| -------------------- \| ------------------------------------------------------------------------------------------------------------------------------------------------------------------------------------------------------------------------------------------------------ \| ------------------------------------------------------------ \| \| a’-pö̀h \| mãe-da-lua (certo tipo de urutau, ave da família dos nictibídeos, Nyctibius griseus) \| \| \| ãy-sú’-tɨ́t \| jacitara (palmeira que serve para fazer cestinhos e tipitis, família das arecáceas, Desmoncus sp.) \| \| \| b’ab’a’̀ \| imbaúba-roxa (certo tipo de imbaúba da capoeira, família das cecropiáceas, Cecropia purpurascens) \| \| \| b’äb’ä́g \| cubiu (planta da família das solanáceas, Solanum sessiliflorum) \| b’äb’äg-pö̀g, b’äb’äg-tẽ̀h: variedades de cubius \| \| b’ab’àw \| cobra-de-duas-cabeças (réptil lacertílio da família dos anfisbenídeos, Amphisbaena sp.) \| \| \| b’áw \| nome dado a várias espécies de jararacas silvestres de tamanho médio a grande (cobras da família dos crotalídeos, Bothrops spp.) \| \| \| b’ä̀w \| escorrega-macaco (certa árvore da caatinga, madeira excelente para fazer estacas, planta leguminosa da família das cesalpinoídeas, Peltogyne paniculata; o nome tukano é páá-kãro) \| \| \| b’aw-pö̀g \| certo tipo de jararaca \| V. b’áw \| \| b’ëb’ë̀p \| borboleta (termo genérico) \| \| \| b’eç̀ \| ituí (nome dado a vários tipos de peixes-espadas ou sarapós da família dos gimnotídeos) \| \| \| b’eç-pö̀g \| certo tipo de ituí \| V. b’èç \| \| b’ë́j \| jandiá (peixe teleósteo siluriforme da família dos auquenipterídeos, Trachycorystes trachycorystes) \| \| \| b’ib’ìb’ \| certo tipo de pequeno esquilo cinzento (família dos ciurídeos, provavelmente Sciurillus pusillus) \| \| \| b’ìg’ \| jauari (certo tipo de palmeira ribeirinha espinhosa, Astrocaryum jauari) \| \| \| b’ɨ́j \| nome dado aos macacos-de-cheiro (família dos cebídeos, Saimiri sciureus) \| \| \| b’is-dö̀ \| pipira-vermelha (Ramphocelus carbo) \| \| \| b’ò’ \| cuia \| \| \| b’ö̀’ \| tucunaré (nome dado a vários peixes teleósteos percomorfos da família dos ciclídeos, Cichla spp.) \| (empréstimo do tukano?) \| \| b’ò’ tat \| o fruto desta planta \| \| \| b’ö’-pã́t-hõp \| certo tipo de pirapucu esbranquiçado de tamanho médio \| \| \| b’ò’-tëg \| planta de caule tortuoso (Crescentia cujete) cujo fruto é usado como vasilhas ou cuias \| \| \| b’ö́b \| tururi (árvore cujo líber era utilizado para fazer tangas, família das esterculiáceas, Sterculia sp.) \| \| \| b’öb’ö̀w \| bacuri (árvore cuja fruta é comestível, família das clusiáceas, Platonia insignis) \| \| \| b’ö́h \| buçu (palmeira da família das arecáceas, Manicaria saccifera) \| \| \| b’öh-ã́y \| certo tipo de piraíba (peixe teleósteo siluriforme da família dos pimelodídeos, Brachyplatystoma vaillantii) \| \| \| b’ok-dä́w \| camutim \| \| \| b’òk-moh \| inambu-pixuna, inambu-preto (certo tipo de inambu de tamanho médio, Crypturellus cinereus) \| V. mòh \| \| b’ö̀y \| certo tipo de traíra, peixe teleósteo caraciforme da família dos eritrinídeos (Hoplias sp.) \| \| \| b’ö̀y \| anacã (ave da família dos psitacídeos, Deroptyus accipitrinus) \| \| \| b’ö̀y-päç \| certo tipo de piquiarana \| V. pä̀ç \| \| b’ú’ \| cupim (designação comum aos insetos isópteros) \| \| \| b’ú’ \| tamanduá-colete (mamífero da família dos mirmecofagídeos, Tamandua tetradactyla) \| V. yón \| \| b’ùk \| apuí (nome dado a várias espécies de plantas hemiepífitas da família das clusiáceas, Clusia sp.) \| \| \| b’uy-tàk \| cancão-grande (certo tipo de gavião da família dos falconídeos, Daptrius americanus) \| \| \| bä̀h \| cumá (certo tipo de fruta comestível da caatinga, família das apocináceas, Couma sp.) \| \| \| bäh-uḱ \| cupuí (certo tipo de fruta comestível que se parece com o cupuaçu, família das esterculiáceas, Theobroma subincanum) \| \| \| bé \| ucuubarana (nome dado a várias espécies de árvores cuja polpa é comestível, família das miristicáceas, Iryanthera spp.) \| (empréstimo do tukano?); tipos de ucuubas: s’äw’ä̀d, súg, tùy \| \| bëbë́b \| sapo-cururu (uma vez esfolado na água, é comestível) \| V. hohóh \| \| bɨ́ tó̃h \| porco doméstico \| \| \| bi’̀ \| rato (termo genérico) \| (empréstimo do tukano?) \| \| bi’-dö̀ \| certo tipo de rato vermelho (família dos murídeos, provavelmente Oryzomys sp.) \| \| \| bi’-hòb \| certo tipo de rato terrestre espinhoso (família dos equimídeos, provavelmente Proechimys sp.) \| \| \| bì’-min \| certo tipo de ingá \| V. mìn \| \| bi’-s’á \| certo tipo de rato preto (família dos murídeos, Rattus rattus) \| \| \| bì’-ut \| certo tipo de rato espinhoso \| \| \| bɨ́g \| tamanduá-bandeira (mamífero da família dos mirmecofagídeos, Myrmecophaga tridactyla); certo tipo de maniuara comestível que serve de alimento aos tamanduás \| \| \| bö̀ \| certo tipo de jibóia que vive na roça e pode ser encontrada até nas casas (cobra da família dos boídeos, Constrictor constrictor); é de tamanho menor que m’eh-pö̀g \| \| \| bö̀ \| tico-tico (certo tipo de pássaro da família dos fringilídeos, Ammodramus sp.) \| (empréstimo do tukano?) \| \| bób \| matá-matá (nome dado a várias espécies de árvores sem frutos comestíveis da família das lecitidáceas, Eschweilera sp.) \| \| \| böbö́ \| torom-patinho (ave terrestre da família dos formicarídeos, Myrmothera campanisona) \| \| \| böhöẃ’ \| nome dado a vários tipos de garças brancas (ave da família dos ardeídeos) \| \| \| böhöw’-pö̀g \| garça-branca-grande (Casmerodius albus) \| \| \| böhöw’-tẽ̀h \| garça-branca-pequena (Egretta thula) \| \| \| böhö́w’-wɨwɨ́w’ \| certo tipo de arumã (Monotagma sp.) \| V. pá’ \| \| buhúh \| mapati, cucura (planta de fruta comestível, família das cecropiáceas, Pourouma cecropiaefolia) \| var. buhú \| \| d’àd \| jenipapo (planta da família das rubiáceas, Genipa americana) \| \| \| d’ad-b’ö́h \| certo tipo de jenipapo ribeirinho (Palicourea sp.) \| \| \| d’ɨ́w \| larva de besouro-tigre ou tigre-veloz (certo inseto predador da família dos cicindelídeos cuja larva vive na terra) \| \| \| d’ɨ́w-tëg \| certo tipo de caraná (palmeira da família das arecáceas, Mauritiella aculeata) \| \| \| d’ö́ \| cricrió-seringueiro (pássaro da família dos cotingídeos, Lipaugus vociferans) \| \| \| d’ö́b \| nome dado a várias espécies de acarás, peixes teleósteos percomorfos da família dos ciclídeos \| \| \| d’ók \| acarapuru (certo tipo de jeju pequeno, peixe teleósteo caraciforme da família dos eritrinídeos, Erythrinus sp.) \| \| \| d’ö̀p \| nome dado a certos tipos de pássaros da família dos icterídeos (japu, japim) \| \| \| d’öp-pö̀g \| japu-de-bico-encarnado (Gymnostinops yucarares) \| \| \| d’öp-s’á \| japu-preto (Psarocolius decumanus) \| \| \| d’ö̀p-s’ew, d’öp-s’éw \| japim-xexéu (Cacicus cela) \| \| \| d’ùh \| certo tipo de árvore da caatinga cujo fruto é comestível, família das apocináceas (talvez Tabernaemontana sp.) \| \| \| d’ùs \| maitaca-de-cabeça-azul (certo tipo de psitacídeo verde de cabeça azul, Pionus menstruus) \| var. n’òy \| \| dë̀’ \| fruta-pão (árvore silvestre ou plantada cuja fruta possui uma polpa comestível, família das moráceas, Artocarpus incisa) \| \| \| dëh-b’ib’íh \| bico-virado-miúdo (ave da família dos furnarídeos, Xenops minutus) \| \| \| dëh-d’ö́p \| certo tipo de pássaro da família dos icterídeos, provavelmente do gênero Icterus \| \| \| dëh-hàt \| certo tipo de jararaca ribeirinha, cobra da família dos crotalídeos, Bothrops sp. \| \| \| dëh-hö́p \| mergulhão, corvo-marinho, biguá (ave da família dos falacrocoracídeos, Phalacrocorax olivaceus) \| \| \| dëh-hũt-sä́g \| sucuriju (cobra da família dos boídeos, Eunectes murinus) \| var. hũt-sä́g \| \| dëh-kawán \| guaxinim (mamífero da família dos procionídeos que come peixes e caranguejos, Procyon cancrivorus) \| \| \| dëh-kiwí’ \| bananeirinha-do-mato (erva da família das heliconiáceas, Heliconia sp.) \| V. kiwí’ \| \| dëh-körö́h \| coró-coró (ave da família dos tresquiornitídeos, Mesembrinibis cayennensis) \| \| \| dëh-mi-pö̀g-hũtẽh \| nome dado a certos pássaros da família dos tiranídeos (como a maria-cavaleira, Myiarchus ferox) \| \| \| dëh-mòh \| ipequi (ave da família dos heliornitídeos, Heliornis fulica) \| \| \| dëh-pùp \| pato-do-mato (ave da família dos anatídeos, Cairina moschata); certo tipo de jararaca ribeirinha \| \| \| dëh-sák \| nome dado a vários tipos de martins-pescadores (família dos alcedinídeos) \| \| \| dëh-sɨ́b \| mutum-de-bunda-marrom (Mitu tomentosum) \| \| \| dëh-sokw’ä́t \| carará, biguatinga (ave da família dos anhingídeos, Anhinga anhinga) \| \| \| dëh-súg \| maçarico-pintado (família dos escolopacídeos, Actitis macularia) \| \| \| dëh-tàh \| capivara (mamífero da família dos hidrochaerídeos, Hydrochaeris hydrochaeris) \| \| \| dëh-w’ã̀ç \| anu-coroca (Crotophaga major) \| \| \| dëh-wäḉ \| certo tipo de cuiú-cuiú ou reco-reco pequeno que tem uma fileira de placas imbricadas ao longo da linha lateral (peixe teleósteo siluriforme da família dos doradídeos, Anduzedoras sp.) \| \| \| dö̀g \| iwa-pixuna (nome dado a várias variedades de árvores cujas frutas pretas são comestíveis, família das burceráceas, Protium sp.) \| \| \| dög-m’èh \| certo tipo de cobra, provavelmente a muçurana (cobra da família dos colubrídeos, Pseudoboa cloelia) \| \| \| dowoh-dö́-hõp \| jurupiranga (certo tipo de aracu de bochechas vermelhas, peixe teleósteo caraciforme da família dos anostomídeos) \| \| \| ẽ̀ç \| uacari-preto (macaco da família dos cebídeos, Cacajao melanocephalus) \| \| \| ẽ̀t \| maracanã-do-buriti (Ara manilata) \| \| \| ë́w’ \| nome dado a vários tipos de anambés, pássaros da família dos cotingídeos (entre outros, Cotinga cayana) \| \| \| hã́’ \| louro (nome dado a várias árvores da terra firme, da família das lauráceas, cuja madeira serve para fabricar canoas) \| hã́’ tëg: pé de louro \| \| hã’-s’á \| louro-preto (Ocotea tabacifolia) \| \| \| hä́h \| bodó, cascudo (nome dado a várias espécies de peixes teleósteos siluriformes da família dos loricarídeos; têm o corpo revestido de placas ósseas e a cabeça grande) \| \| \| hàt \| jacaré (nome genérico dado aos répteis crocodilianos) \| \| \| háw \| certo tipo de curuá conhecido como palha branca (palmeira da família das arecáceas, Attalea sp.) \| sin. pëhë́ \| \| hä̀w \| urucu (Bixa orellana, família das bixáceas) \| \| \| hayám-pej \| certo tipo de umari \| V. pèj \| \| hèd \| certo tipo de abiurana da floresta cuja fruta é comestível (família das sapotáceas, Pouteria freitasii) \| \| \| hèg \| surucucu (cobra da família dos crotalídeos, Lachesis muta) \| \| \| héréh \| maracanã-guaçu (ave da família dos psitacídeos, Ara severa) \| \| \| héw \| macaco-caiarara (macaco da família dos cebídeos, Cebus albifrons) \| \| \| hɨ́ \| pirá-andirá (peixe teleósteo caraciforme da família dos cinodontídeos, Hydrolycus sp.) \| \| \| himún-tëg \| paxiúba-barriguda (palmeira da família das arecáceas, Iriartea ventricosa) \| \| \| hö’-sö́k \| surucuá-pavão (ave da família dos trogonídeis, Pharomachrus pavoninus) \| V. tötö́b’ \| \| hö̀b \| nome dado aos pica-paus (família dos picídeos) \| \| \| höb-pö̀g \| nome dado a vários tipos de pica-paus grandes (Campephilus sp. e Dryocopus lineatus) \| \| \| höb-sĩ̀ \| pica-pau-anão (nome dado a vários tipos de pica-paus pequenos (Picumnus sp.)) \| \| \| högö́’ \| uariá (planta da família das marantáceas, Maranta lutea) \| \| \| hö̀h \| borrachudo (certo tipo de inseto hematófago da família dos simulídeos) \| \| \| hohóh \| sapo-cururu \| \| \| hohóh-mɨh \| certo tipo de ucuqui \| V. mɨ̀h \| \| hohòy \| tatu-de-rabo-mole (mamífero da família dos dasipodídeos, Cabassous unicinctus) \| \| \| hó̃k-tɨ́t \| certo tipo de tiririca (planta da família das ciperáceas) \| \| \| hõ̀p \| peixe (termo genérico) \| \| \| hò̃p-nam \| cunambi (nome dado a várias ervas plantadas que servem de timbó, família das euforbiáceas, Phyllanthus sp.) \| sin. súg-k’et \| \| hõp-pòy \| nome dado a várias espécies de surubins (nome dado a peixes teleósteos siluriformes da família dos pimelodídeos, Pseudoplatystoma fasciatum) \| \| \| hõp-tẽ́h-tõj \| certo tipo de jacundá de tamanho médio (Crenicichla albopunctata) \| \| \| hösé \| acará-bauari (certo tipo de peixe teleósteo percomorfo da família dos ciclídeos, Mesonauta festivus) \| \| \| hú’ \| pium \| \| \| hùd \| certo tipo de saúva comestível \| \| \| hurúk \| uru-coroado, udu-de-coroa-azul, juruva (ave da família dos momotídeos, Momotus momota); certo tipo de mandi de tamanho médio \| \| \| hũ̀t \| tabaco (planta da família das solanáceas, Nicotiana tabacum) \| \| \| hũtẽh-nuh-tè’ \| certo tipo de sabiá (pássaro da família dos turdídeos, Turdus lawrencii) \| \| \| hũtẽh-wɨ̀d-d’äh \| nome dado aos pássaros da família dos formicarídeos (do gênero Myrmotherula, etc.) que se reúnem com bandos de outros pássaros \| \| \| ɨ̃̀h \| formiga-de-fogo (Solenopsis sp.) \| \| \| ɨ́t \| nome dado a todas as espécies de piranhas (peixes teleósteos caraciformes da família dos serrassalmídeos) \| \| \| k’ä́b \| inajá (nome dado a certa palmeira da família das arecáceas, Maximiliana regia) \| \| \| k’ä̀ç-sɨb’ɨ́h \| certo tipo de morcego hematófago (provavelmente o vampiro, morcego da família dos desmodontídeos, Desmodus rotundus) \| \| \| k’äh-ág \| açaí-da-caatinga, açaí-chumbinho (palmeira da família das arecáceas, Euterpe catinga) \| \| \| k’áj \| cutiuaia (mamífero da família dos dasiproctídeos, Myoprocta pratti) \| \| \| k’áj-wõh \| certo tipo de breu avermelhado \| \| \| k’ãk’ã̀y \| certo tipo de daquiru (peixe da família dos doradídeos que vive nos igapós e que tem placas e raios cortantes esparsos pelo corpo, Anadoras weddellii) \| \| \| k’èg-tẽh-s’ó \| borboleta (certo tipo de planta originária da Índia, família das zingiberáceas, Hedychium coronarium, cujas flores brancas são muito perfumadas) \| \| \| k’í \| carapanã \| \| \| k’i-ag-tók \| canafístula (planta da família das costáceas, Costus arabicus) \| \| \| k’ik’í’ \| tamanqueira (árvore da família das rutáceas, Zanthoxylum sp.) \| \| \| k’ö̀b \| tucumã (palmeira da família das arecáceas, Astrocaryum tucuma) \| \| \| k’ö̀g \| macaco zogue-zogue (macaco da família dos cebídeos, Callicebus torquatus) \| \| \| k’ö̀g-pupu’ \| certo tipo de maracujá, planta silvestre da família das passifloráceas (Passiflora acuminata) \| \| \| káb \| certo tipo de taioba pequena (planta da família das aráceas, Xanthosoma sp.) \| \| \| kapì’ \| caapi (Banisteria caapi) \| \| \| kã́w \| certo tipo de araçari (tucano de tamanho médio, família dos ranfastídeos, Pteroglossus flavirostris) \| \| \| kayak-bö́ \| mandioca-mole \| \| \| kayak-tó’ \| mandioca (planta da família das euforbiáceas, Manihot utilissima) \| \| \| kayak-tó’-hõp \| uiuarana (certo tipo de peixe parecido com aracu, da família dos anostomídeos) \| var. keyèk-hõp, k’ehèkhõp \| \| kayak-wèd \| macaxeira (Manihot aypi) \| \| \| ker’ág \| açaí (palmeira da família das arecáceas, Euterpe sp.) \| \| \| kerès \| tuim-de-bico-escuro (ave da família dos psitacídeos, Forpus sclateri) \| var. kekék \| \| kĩkĩ́k \| trinca-ferro, tempera-viola (certo pássaro da família dos fringilídeos, Saltator maximus) \| \| \| kiwí’ \| bico-de-guará, bananeirinha (nome dado a várias espécies ou variedades da família das heliconiáceas, Heliconia sp.) \| \| \| kö́ç \| certo tipo de formiga-de-correição \| var. saw-töhö̀ \| \| kóh \| jatobá, jutaí (nome dado a várias espécies de plantas leguminosas da família das cesalpinioídeas, Hymenaea sp.) \| \| \| kòk \| certo tipo de maniuara comestível \| \| \| kokòw-tëg \| marajá (nome dado a várias espécies de palmeiras da família das arecáceas, Bactris sp.) \| \| \| kòn \| visgueiro (planta leguminosa da família das mimosoídeas, Parkia velutina) \| \| \| köpö̀y’ \| taioba (planta da família das aráceas, Xanthosoma sagittifolium) \| (empréstimo do tukano) \| \| korohòg \| azulão (certo tipo de borboleta azul da família dos morfídeos, Morpho sp.) \| var. tötö̀h \| \| ków \| pimenta (planta da família das solanáceas, Capsicum sp.) \| \| \| kow-b’ók \| quinhampira \| V. ków \| \| kukup-yë̀ \| murucututu (nome dado a certo tipo de coruja da família dos estrigídeos, Pulsatrix perspicillata) \| \| \| kukúy \| macaco-da-noite (macaco da família dos cebídeos, Aotus vociferans) \| var. kukúç \| \| kũyṹ \| certo tipo de besouro que dá uma larva comestível (moxiuá) \| tob’od-kũyṹ: certo tipo de besouro \| \| m’èh \| cobra (termo genérico) \| \| \| masì \| corrupião-do-rio-negro, rouxinol (pássaro da família dos icterídeos, Icterus chrysocephalus) \| var. sĩ̀, s’ak-sòj \| \| mè’ \| carajuru (planta cujas folhas produzem uma tinta vermelha para untar o rosto quando misturadas com urucu; é também usado pelo xamã; família das bignoniáceas, Arrabidaea chica) \| \| \| mehèn \| jupará (certo tipo de mamífero da família dos procionídeos, Potos flavus) \| \| \| meméç \| jacamim-de-costas-cinzas (ave da família dos psofídeos, Psophia crepitans) \| \| \| mèt \| cutia (mamífero da família dos dasiproctídeos, Dasyprocta fuliginosa) \| \| \| mét-tä́g-hõp \| patauá-caroço (certo tipo de aracu pintado, Laemolyta taeniata) \| \| \| mèt-ya’ám \| certo tipo de gato silvestre (provavelmente, Herpailurus yaguarondi) \| \| \| mìh \| nome genérico dado aos quelônios \| \| \| mɨ̀h \| ucuqui (planta da família das nictagináceas, Neea sp.) \| \| \| mih-dö̀ \| upé, irapuca (certo tipo de quelônio pequeno e vermelho) \| \| \| mih-pö̀g \| jabuti \| \| \| mimìn \| nome dado a várias espécies de plantas leguminosas silvestres da família das mimosoídeas, Parkia sp.) \| \| \| mìn \| ingá (nome dado a várias espécies de plantas, silvestres ou cultivadas, leguminosas da família das mimosoídeas, Inga spp.) \| \| \| mìn-k’et-dög \| certo tipo de iwa-pixuna \| V. dö̀g \| \| mòç \| taxi (nome dado a várias espécies de árvores leguminosas cesalpinioídeas, provavelmente do gênero Tachigali sp.); formiga-taxi (nome dado a certos tipos de formigas agressivas que vivem em simbiose com este vegetal, gêneros Pseudomyrmex e Azteca) \| \| \| mòh \| nome dado a certas espécies de inambus de tamanho grande ou médio (família dos tinamídeos) \| \| \| moh-hö̀h \| inambu-galinha (certo tipo de inambu de tamanho médio, Tinamus guttatus) \| \| \| mohoỳ \| veado (nome genérico para os mamíferos cervídeos) \| \| \| mohoy-dö̀ \| veado-mateiro (Mazama americana) \| \| \| mohòy-k’et \| caruru-bravo (planta de folhas comestíveis que cresce nas roças, família das fitolacáceas, Phytolacca rivinoides) \| \| \| mohoy-k’et-töhö̀ \| certo tipo de caruru \| \| \| mohoy-núh \| cabeça-de-veado \| V. mohòy \| \| mohòy-pɨ̃g \| certo tipo de cucura \| V. pɨ̃̀g \| \| mohoy-s’á \| veado-catingueiro (Mazama gouazoubira) \| V. mohòy \| \| moh-pö̀g \| inambu-de-cabeça-vermelha, inambu-grande (certa espécie de inambu grande, Tinamus major) \| V. mòh \| \| mót \| certo tipo de fruta comestível parecida com o cunuri, família das euforbiáceas \| \| \| mot-hṍk \| nome dado a vários tipos de socós da família dos ardeídeos, o socó-boi (Tigrisoma sp.) e o socoí (Ixobrychus sp.) \| var. morók \| \| mòy-hutẽh \| corruíra-de-casa (pássaro de cor parda, de bico comprido, de pescoço e ventre esbranquiçados, que costuma fazer o seu ninho em cima dos telhados, família dos trogloditídeos, Troglodytes aedon) \| \| \| moytùd \| urumutum (ave da família dos cracídeos, Nothocrax urumutum) \| \| \| moywä̀k \| espelho; passarão, jaburu (Euxenura maguari?) \| var. mayä̀k, moyä̀k, hup-kë́y-tëg \| \| muh-k’ä́w \| certo tipo de araçari (ave da família dos ranfastídeos, Pteroglossus sp.) \| \| \| mú-hõp \| certo tipo de aracu transversalmente listrado de preto e amarelo (peixe teleósteo caraciforme da família dos anostomídeos, Leporinus sp.) \| \| \| mùh-tëg \| cana-de-açúcar (planta da família das poáceas, Saccharum officinarum) \| \| \| mun-kóh \| pau-roxo (certo tipo de fruta comestível que cresce na caatinga, planta leguminosa da família das cesalpinioídeas, Peltogyne catingae) \| \| \| mùy’ \| murici (arbusto cuja fruta é comestível, Byrsonima crispa) \| (comparar com tukano) \| \| n’òy \| maitaca \| V. d’ùs \| \| naháw \| macucu (árvore grande que serve para fazer tábuas, leguminosa da família das papilionoídeas, Aldina heterophylla) \| \| \| nàm \| curare (certo tipo de cipó cuja casca fornece um veneno forte para caçar ou guerrear, adicionando-se outras plantas, família das loganiáceas, Strychnos sp.) \| \| \| nùh-bi’ \| certo tipo de rato \| \| \| nùh-dë́w \| murujuí (certo tipo de pássaro da família dos tiranídeos, Fluvicola pica) \| var. nùh-dö́w; V. núh \| \| nuh-käbä́k \| certo tipo de saúva comestível \| \| \| núh-käbä́k-yã́h \| certo tipo de uacu \| V. yã́h \| \| nùh-s’e’ \| certo tipo de arraia \| V. s’è’ \| \| ò’ \| tambuatá (peixe teleósteo siluriforme da família dos calictídeos, Hoplosternum littorale, cujo corpo é revestido de placas ósseas) \| \| \| o’-s’ũ̀y’ \| certo tipo de tambuatá pequeno \| \| \| ö́h \| macaco-barrigudo (macaco da família dos cebídeos, Lagothrix lagotricha) \| \| \| ö́j \| certo tipo de morcego de orelhas grandes, com um ferro de lança no focinho, que vive em colônia no buraco de cupinzeiro nas árvores (família dos filostomídeos, Tonatia brasiliensis) \| \| \| òk \| tatu-canastra (mamífero da família dos dasipodídeos, Priodontes maximus) \| \| \| ów \| calango \| \| \| pä̀ç \| piquiarana (árvore cuja fruta serve de timbó, família das cariocaráceas, Caryocar glabrum) \| \| \| pàç-suk \| galo-da-serra (ave da família dos rupicolídeos, Rupicola rupicola) \| \| \| paç-wäg-hõ̀p \| pescada (peixe teleósteo percomorfo da família dos cianídeos, Plagioscion squamosissimus) \| \| \| pãhã́y \| sorvão (árvore da família das apocináceas, Couma guianensis) \| \| \| pä̀j \| uruçu (certo tipo de abelha melífera cuja colméia fica nas árvores grandes e é enorme) \| \| \| páka’ \| certo tipo de angelim (planta da família das leguminosas) \| \| \| pán \| preguiça (mamífero da família dos bradipodídeos, Bradypus variegatus); certo tipo de lagarta urticante \| \| \| päpä́p \| certos tipos de corujinhas (corujas pequenas da família dos estrigídeos e do gênero Otus) \| \| \| pás \| mandubé (peixe teleósteo siluriforme da família dos ageneiosídeos, Ageneiosus brevifilis) \| \| \| pë̀d \| cunuri (certa fruta cujas amêndoas são comestíveis uma vez tirado o veneno com cocção e imersão na água, família das euforbiáceas, Cunuria spruceana); nome feminino de benzimento \| \| \| pëhë́ \| curuá (palmeira usada para cobrir casas e fazer tampas de camotim, Attalea sp.) \| (empréstimo do tukano) \| \| pèj \| umari (árvore cuja fruta é comestível, família das icacináceas, Poraqueiba sp.) \| \| \| pej-d’áp-tɨ́t \| cipó-d'água (nome dado a várias espécies de cipós da família das diliniáceas, Doliocarpus sp., dos quais se obtém uma água fresca quando cortados em pedaços) \| \| \| pèj-hõp \| certo tipo de aracu pequeno esbranquiçado (peixe teleósteo caraciforme da família dos anostomídeos) \| sin. mɨ̀hwäg \| \| pej-s’á \| certo tipo de umari \| V. pèj \| \| pèj-sih \| certo tipo de samambaia (Selaginella sp.) \| \| \| pẽ́y-tëg \| pau-d'arco (nome dado a várias espécies de árvores usadas para fazer arcos, família das bignoniáceas, Tabebuia sp.) \| \| \| pí’ \| batata-doce (planta da família das convolvuláceas, Ipomoea batatas) \| \| \| pɨ̀’ \| certa árvore da capoeira cuja fruta é comestível (provavelmente da família das lauráceas, Ocotea sp.) \| (empréstimo do tukano) \| \| pɨ̃̀g \| nome dado a várias espécies de cucuras silvestres comestíveis (planta da família das cecropiáceas, Pourouma sp.) \| (empréstimo do tukano) \| \| pihà \| caruru-da-cachoeira (planta ribeirinha da qual se tirava um sal, família das podostemáceas, Mourera fluviatilis) \| \| \| pɨhɨ́t \| sororoca (planta da família das strelitziáceas, Phenakospermum guyannense); banana (planta da família das musáceas, Musa sp.) \| \| \| pɨhɨt-yùm \| milho (Zea mays, família das poáceas) \| \| \| pɨ́-hõp \| sardinha-amazônica (peixe teleósteo caraciforme da família dos caracídeos, Triportheus sp., que possui escamas grandes) \| \| \| pìj \| cabari (certo tipo de planta leguminosa não comestível, Clathrotropis macrocarpa) \| \| \| pìj-hõp \| matrinxã (peixe teleósteo caraciforme da família dos caracídeos, Brycon sp.) \| \| \| pikö́p \| uirapuru-verdadeiro, músico-da-mata (certo pássaro da família dos trogloditídeos, Cyphorhinus arada) \| \| \| pɨ̃̀p \| caba-beiju (certo tipo de caba grande e preta que constrói seu vespeiro em galhos ou cipós; em tukano, utí-pĩhiro) \| \| \| pisána \| gato (Felis cattus domesticus, família dos felídeos) \| (empréstimo do português, passando pelo nheengatu) \| \| pitirìh \| bem-te-vi (ave da família dos tiranídeos, Pitangus sulphuratus) \| \| \| pö́ \| certo tipo de sarapó pequeno \| \| \| pohót \| nome dado a várias espécies de aracus, peixes teleósteos caraciformes da família dos anostomídeos \| \| \| pöhö́w-s’ɨw \| certa variedade de pupunha \| V. s’ɨ̀w \| \| pòh-tëg \| molongó (certo tipo de árvore do igapó de madeira muito leve, família das apocináceas, Ambelania grandiflora) \| var. pö̀wɨ-tëg \| \| pöh-tɨ̃hɨ̃́y \| nome dado a duas espécies de jararacas arborícolas de cor verde \| \| \| pó-hũtẽh \| certo tipo de garrincha (pássaro da família dos trogloditídeos, Thryothorus genibarbis) \| \| \| pöh-wẽ́ç \| nome dado a várias pombas do gênero Columba: a pomba-pedrês (Columba speciosa) e a pomba-galega (Columba cayennensis) \| V. wẽ́ç \| \| pón’ \| certo tipo de rã comestível que vive nas margens dos rios (Hyla boans) \| \| \| pòp \| mosca \| V. popòk \| \| popó \| uru-corcovado (certo tipo de ave pequena da família dos fasianídeos, Odontophorus gujanensis) \| \| \| popòk \| mosca doméstica \| V. pòp \| \| porén \| louva-a-deus (nome dado a certos insetos da família dos mantídeos) \| \| \| pù’ \| inharé (árvore de fruta comestível da família das moráceas, Helicostylis scabra) \| \| \| pũ’ũk-b’ö̀h-tëg \| certo tipo de imbaúba que cresce nas capoeiras e cujas folhas dão cinzas que se misturam com a coca, família das cecropiáceas, Cecropia sp.) \| \| \| pu-ág \| certo tipo de jenipapo de praia, árvore média de igapós, família das rubiáceas \| \| \| pug̀ \| cuandu (mamífero roedor da família dos eretizontídeos, s da família dos psitimpropriamente chamado de porco-espinho, Coendou prehensilis) \| \| \| pùp \| certo tipo de paxiúba (palmeira da família das arecáceas, Socratea exorrhiza) \| \| \| s’á’ \| turi (árvore com os fragmentos de madeira da qual se fabrica tochas, família das rosáceas) \| \| \| s’ä́b-d’us \| curica-de-bochecha-laranja (ave da família dos psitacídeos, Pionopsitta barrabandi) \| \| \| s’ã́h \| cará (planta da família das dioscoreáceas, Dioscorea sp., da qual existem variedades plantadas e silvestres) \| \| \| s’àk \| buriti (palmeira da família das arecáceas, Mauritia flexuosa) \| \| \| s’as’àp \| lambe-olhos (certo tipo de abelha pequena) \| \| \| s’äw’ä̀d \| certo tipo de ucuuba \| V. bé \| \| s’aw’-tó̃s \| supi (pássaro da família dos piprídeos, Tyranneutes stolzmanni) \| \| \| s’è’ \| arraia (nome dado aos peixes cartilaginosos da classe dos condrictes ou elasmobrânquios (Potamotrygon sp.) \| \| \| s’ìj \| vira-bosta (certo tipo de besouro) \| \| \| s’ím \| moxiua (certo tipo de larva branca comestível que vive nos caules de palmeiras derrubadas; é o estado final do besouro kũyũ) \| var. s’ak-s’ím, s’ak-tõ̀h \| \| s’ís \| tuipara (ave da família dos psitacídeos, Brotogeris cyanoptera) \| var. k’ɨ́y’ \| \| s’ɨs’ɨ́g-tɨ́t \| tiririca (planta da família das ciperáceas, Scleria sp.) \| \| \| s’ís-suwuk \| certo tipo de samaúma \| V. suwùk \| \| s’ɨ̀w \| pupunha (fruto de uma palmeira da família das arecáceas, Bactris gasipaes) \| \| \| s’ɨw-ag-nɨ́h \| peixe-agulha (peixe teleósteo beloniforme da família dos belonídeos; dizem que as pupunheiras não mais dão frutos quando estes são apanhados por alguém) \| \| \| s’ɨ̀w-sũy \| sanhaçu-azul-da-amazônia (pássaro da família dos traupídeos, Thraupis episcopus) \| (empréstimo?) \| \| s’ò \| peixe-espada (certo tipo de peixe teleósteo gimnotiforme da família dos ranfictídeos, Rhamphichthys rostratus) \| (empréstimo do tukano) \| \| s’ö́y \| carapanaúba (nome dado a várias árvores cuja madeira serve para fazer cabo de machado, família das apocináceas, Aspidosperma sp.) \| \| \| s’óy’ \| nome dado a várias espécies de papagaios (aves da família dos psitacídeos, Amazona sp.) \| \| \| s’oy’-m’éh \| cobra-papagaio (certo tipo de cobra arborícola da família dos boídeos) \| \| \| s’ùb \| nome dado a vários tipos de gaturamos, pássaros da família dos traupídeos e do gênero Euphonia (especialmente, Euphonia laniirostris, Euphonia chrysopasta e Euphonia minuta) \| \| \| sä́’ \| camarão \| \| \| sab’àk \| jupati, paxiubinha (palmeira da família das arecáceas, Iriartella setigera) \| \| \| sä́d \| abiurana-braba (nome dado a várias espécies de frutas comestíveis produzidas por árvores grandes da terra firme, família das sapotáceas, Pouteria hispida) \| \| \| sàg \| saracura-três-potes (ave da família dos ralídeos, Aramides cajanea); certo tipo de taioba \| \| \| sam’áy \| mucura (marsupial da família dos didelfídeos, Didelphis sp.); certo tipo de peixe-espada preto com o topo da cabeça e a cauda brancos \| \| \| sãrã̀ \| abacaxi \| (empréstimo do tukano) \| \| sarakà’ \| galo (ave doméstica da ordem dos galiformes, Gallus gallus) \| \| \| sàw \| certo tipo de formiga-de-correição marrom \| \| \| säw’ä́b \| tamaquaré (certo tipo de lagarto aquático) \| \| \| säwä̀h \| nome dado a certos tipos de sabiás de cor marrom (família dos turdídeos, Turdus albicollis e Turdus hauxwelli) \| var. bah-sṍrõ \| \| sàw-hũtẽh \| nome dado a várias aves da família dos dendrocolaptídeos (Dendrocincla spp.) e dos formicarídeos que seguem as formigas-de-correição para comer os insetos espantados por elas \| \| \| sáwí \| pau-amarelo (árvore da família das rutáceas, Euxylophora sp.) \| \| \| sé \| envira (nome dado às árvores da família das anonáceas, cuja parte interna da casca é fibrosa e é utilizada para fazer ligaturas) \| \| \| sẽ̀’ \| cancão-de-anta (certo tipo de gavião da família dos falconídeos, Daptrius ater) \| \| \| së́ba \| tesoureira (pássaro da família dos tiranídeos, Muscivora tyrannus) \| var. d’ub-sasás, wah-ut-tö́w’ \| \| sèw’ \| certo tipo de pirapucu (peixe teleósteo caraciforme) \| \| \| sèw’-mɨh \| certo tipo de ucuqui \| V. mɨ̀h \| \| sí \| certo tipo de ituí ou sarapó, peixe da família dos gimnotídeos \| \| \| sĩ̀ \| rouxinol \| V. masì \| \| sɨ́’ \| sanguessuga \| \| \| sɨ́b \| nome dado a dois tipos de mutuns, aves da família dos cracídeos \| \| \| sɨb’ɨ́h \| morcego (termo genérico) \| \| \| sɨb’ɨh-wàh \| certo tipo de morcego grande \| \| \| sɨb-pö̀g \| mutum-de-bunda-branca (Crax daubentoni) \| \| \| sìh \| capim (nome genérico dado à família das poáceas) \| \| \| sih-wáb \| Paspalum sp. \| \| \| sìk \| umiri (árvore da família das humiriáceas, Humiria floribunda) \| \| \| sìp \| biribá (planta da família das anonáceas, Annona lanceolata) \| \| \| sĩ́pẽ \| japana (certo tipo de planta silvestre usada como tinta corporal, família das asteráceas, Eupatorium ayapana) \| \| \| sip-kãrã̀p \| graviola (Annona sp.) \| \| \| si-pö̀g \| certo tipo de ituí \| \| \| sɨrɨ̀’-tók \| cardamoma-do-Brasil (nome dado a várias espécies de zingiberáceas, Renealmia sp.; uma espécie cresce na terra firme, e outra, em capoeira; o rizoma serve contra a gripe) \| \| \| siripipìh \| certo tipo de andorinha ribeirinha (família dos hirundinídeos, Atticora sp.) \| var. siripìh \| \| síw \| curió (pássaro da família dos fringilídeos, Oryzoborus angolensis) \| \| \| siwìb \| bacaba comum (palmeira da família das arecáceas, Oenocarpus sp.) \| \| \| siw-s’á \| tiziu (nome dado a um pássaro da família dos fringilídeos, Volatinia jacarina) \| var. ke-ket-siríw, pirì-siw \| \| sṍ’ \| certo tipo de bodó (peixe da família dos loricarídeos); certo tipo de matapi, armadilha de pesca em forma de funil \| \| \| sò̃g \| inambu-anhangá, chororão (certo tipo de inambu de tamanho médio, família dos tinamídeos, Crypturellus variegatus) \| \| \| sòk \| marianinha-de-cabeça-preta (ave da família dos psitacídeos, Pionites melanocephala) \| var. sohòk \| \| sokw’ä́t \| nome dado a vários tipos de tucanos, aves da família dos ranfastídeos (Ramphastos sp.) \| \| \| som’òh \| irara (mamífero da família dos mustelídeos, Eira barbara) \| \| \| sos̀̃ \| cujubim (certa ave da família dos cracídeos, Pipile pipile) \| \| \| sòs \| certo tipo de andorinha grande, de peito branco com borda marrom (Progne sp.) \| \| \| sú \| quati (mamífero da família dos procionídeos, Nasua nasua) \| \| \| sub’út \| poraquê, peixe-elétrico (peixe teleósteo gimnotiforme da família dos electroforídeos, Electrophorus electricus); apófise do cotovelo \| \| \| súg \| beija-flor; violão \| \| \| súg \| certo tipo de ucuuba cuja fruta é comestível \| V. bé \| \| súh \| pinto-da-mata-coroado (ave da família dos formicarídeos, Formicarius colma, que costuma deslocar-se no chão da floresta) \| \| \| sùk \| nome dado a certos tipos de corujas de tamanho médio que pertencem ao gênero Ciccaba, assim como a coruja-de-crista (Lophostrix cristata) \| \| \| suwùk \| samaúma (nome dado a várias árvores da família das bombacáceas), algodão, seta (de zarabatana) \| \| \| tá̃’köröh \| bico-de-brasa, chora-chuva (nome dado a várias aves da família dos buconídeos, Monasa spp.) \| \| \| täg-ág \| certo tipo de árvore cuja fruta é comestível (família das boragináceas, Cordia sp.) \| \| \| tàh \| anta (mamífero da família dos tapirídeos, Tapirus terrestris); boi \| \| \| tah-hòn \| urutau-grande (família dos nictibídeos, Nyctibius grandis) \| \| \| tah-ö́w’ \| certo tipo de araçari \| \| \| tah-wed-ág \| goiaba-de-anta (árvore da família das melastomatáceas, Bellucia sp.) \| sin. köröwö́ \| \| tàk-tëg \| seringueira (nome dado a várias árvores da família das euforbiáceas, Hevea sp.) \| \| \| tát \| formiga-taracuá (certo tipo de formiga que morde) \| \| \| tä́t \| certo tipo de lagarto com patas rudimentares que vive na terra (Bachia spp.) \| \| \| tát-hõp \| araripirá (certo tipo de peixe com cauda vermelha, peixe teleósteo caraciforme da família dos caracídeos, Chalceus macrolepidotus) \| \| \| tát-hũtẽh \| choquinha-miúda (ave da família dos formicarídeos, Myrmotherula brachyura) \| \| \| tëg-d’uh-ĩ̀t \| serra-pau (certo tipo de besouro xerófilo provido de uma proeminência na cabeça, família dos cerambicídeos) \| \| \| tehé \| tamanduaí (mamífero da família dos mirmecofagídeos, Cyclopes didactylus) \| \| \| tẽhẽ́’ \| piquiá (certa fruta venenosa usada como timbó) \| \| \| tëtë̀y \| nome dado a duas espécies de cobras-corais venenosas listradas de preto e vermelho (cobras da família dos elapídeos e colubrídeos) \| var. tätä̀y \| \| tɨ̀ç \| bico-chato-de-cabeça-cinza (pássaro da família dos tiranídeos, Tolmomyias poliocephalus) \| \| \| tɨ̃hɨ̃́y \| nome dado a todas as cobras venenosas da família dos crotalídeos \| \| \| titíj’ \| arapaçu-de-bico-de-unha (pássaro da família dos dendrocolaptídeos, Glyphorynchus spirurus) \| \| \| tĩtĩ̀t \| andorinha-do-mato, urubuzinho (certo tipo de ave da família dos buconídeos, Chelidoptera tenebrosa) \| \| \| tɨ́w \| certo tipo de castanha silvestre comestível cujas amêndoas são comestíveis e cujo pixide serve de pilão (família das lecitidáceas, Lecythis sp.); castanha-do-pará \| \| \| tṍh \| porco (especialmente a queixada, mamífero da família dos taiaçuídeos, Tayassu pecari) \| \| \| tõh-hö́d’ \| caititu (mamífero da família dos taiaçuídeos, Tayassu tajacu) \| \| \| tohób’ \| piquiá (árvore cuja fruta é comestível, família das cariocaráceas, Caryocar villosum) \| \| \| tohòd \| tapiocaba (certo tipo de caba que constrói seu pequeno vespeiro perto de ninhos de formigas taxis; em tukano, yãsá-utiawɨ̃) \| \| \| tõ̀j \| nome dado a vários tipos de jacundás de escamas pequenas (peixes teleósteos percomorfos da família dos ciclídeos) \| \| \| top-k’èt \| caraná (nome dado a várias espécies de palmeiras da família das arecáceas, Mauritia sp.) \| \| \| top-k’et-dö̀ \| nome dado a vários tipos de ubins (palmeira da família das arecáceas, Geonoma sp.) \| \| \| tötö́b’ \| nome dado a vários tipos de surucuás (aves da família dos trogonídeos, Trogon spp.) \| \| \| tũ-ág \| araça-de-anta (nome dado a vários arbustos da família das melastomatáceas, Clidemia sp.) \| \| \| tùy \| certo tipo de ucuuba \| V. bé \| \| ut-ág \| mumbaca, certo tipo de palmeira cujos frutos duros dão uma amêndoa comestível (família das arecáceas, Astrocaryum sp.) \| var. ut-ag-pö̀g, ur’ag-pö̀g \| \| w’ã̀ç \| anu-preto (ave da família dos cuculídeos, Crotophaga ani) \| \| \| w’ìh \| certo tipo de sarapó pequeno, peixe teleósteo gimnotiforme da família dos esternopigídeos \| \| \| w’ɨ́h \| acariquara (árvore usada para esteios de casa, família das olacáceas, Minquartia guianensis) \| \| \| w’òh \| certo tipo de sarapó grande, peixe teleósteo gimnotiforme da família dos esternopigídeos (Sternopygus macrurus) \| \| \| wä-́ nuh́ \| erva-de-passarinho (nome dado a várias plantas das famílias das lorantáceas, eremelopidáceas, viscáceas e raflesiáceas) \| \| \| wa’́̃ \| urubu-de-cabeça-preta (ave da família dos cathartídeos, Coragyps atratus) \| \| \| wa’̃ -puh̀ \| urubu-rei (Sarcoramphus papa) \| \| \| wàg-tëg \| certo tipo de imbaúba (é uma árvore freqüentemente monopodial que cresce em touceiras (família das cecropiáceas, talvez Cecropia sciadophylla) \| \| \| wáh \| patauá (palmeira da família das arecáceas, Oenocarpus bataua) \| \| \| wahnáw \| abiu (planta da família das sapotáceas, Lucuma sp.) \| \| \| wahnáw-mɨh \| certo tipo de ucuqui \| V. mɨ̀h \| \| wahnáw-tëg \| itaúba (árvore da família das lauráceas, Mezilaurus itauba) \| \| \| wáh-wäg \| patauá-caroço (certo tipo de rato pequeno da família dos murídeos, Neacomys spinosus) \| var. wah-wäg-kã́ç \| \| wä́k \| certo tipo de saúva comestível \| \| \| wäkáw’ \| nome dado a dois tipos de saúvas não comestíveis, um sendo b’ökö̀ \| \| \| wäkaw’-pö̀g \| certo tipo de saúva grande \| sin. wakáw’; V. b’ökö̀, wä́k \| \| wäkaw’-pö̀g \| certo tipo de saúva \| V. wäkáw’ \| \| wawáh \| tovaca (ave terrestre da família dos formicarídeos, Chamaeza sp.) \| \| \| waybë́’ \| tincoã \| V. waywë́w’ \| \| waywë́w’ \| tincoã, alma-de-gato (ave da família dos cuculídeos, Piaya cayana) \| var. waywë́’, waybë́’ \| \| wẽ́ç \| nome dado aos columbídeos \| \| \| wẽç-dö̀ \| juriti-piranga (nome dado a uma ave da família dos columbídeos, Geotrygon montana) \| V. hä́y, wẽ́ç, wë̀t, wösökö́w’ \| \| wë̀k \| certo tipo de cipó da família do uambé, que serve para as crianças brincarem \| \| \| wèn’ \| tucano-de-bico-preto (certo tipo de tucano da família dos ranfastídeos, Ramphastos vitellinus) \| \| \| wero-m’éh-töd \| bigodinho (espécie de pássaro da família dos fringilídeos, Sporophila lineola) \| \| \| wë̀t \| rolinha-de-asa-canela (ave da família dos columbídeos, Columbina minuta) \| V. wö̀t \| \| wewèg \| certo tipo de mandi \| \| \| weweg-w’ä́t \| mandi-piroca (certo tipo de mandi de cor escura, peixe teleósteo siluriforme da família dos pimelodídeos, Pimelodella sp.) \| V. wewèg \| \| wë̀y’ \| tiriba (ave da família dos psitacídeos, Pyrrhura sp.) \| \| \| wɨ̀b \| sacaibóia (certo tipo de cobra dos colubrídeos, Chironius sp.) \| \| \| wih̀ \| gavião (termo genérico) \| \| \| wɨhɨ́w’ \| arumã (nome dado a várias plantas da família das marantáceas); usa-se a tala para fabricar tipitis, cestos, peneiras e outros artefatos \| (empréstimo do tukano) \| \| wih-pö̀g \| gavião-real (ave da família dos acipitrídeos, Harpia harpyja) \| V. wìh \| \| wih-titiḿ’ \| gavião-sauveiro, sovi (ave da família dos acipitrídeos, Ictinia plumbea) \| V. wiritiḿ’ \| \| wìs \| dançarino (nome dado a vários pássaros da família dos piprídeos, gêneros Pipra e Teleonema) \| \| \| wis-nuh-b’o’-dö̀ \| dançarino-de-cabeça-encarnada \| \| \| wis-nuh-b’o’-põpõ̀h \| dançarino-de-cabeça-azul (Pipra coronata) \| \| \| wis-nuh-b’o’-töhö̀ \| dançarino-de-cabeça-branca (Pipra pipra) \| \| \| wìw \| nome dado às tocandiras, formigas de grande porte da subfamília dos poneríneos, especialmente Paraponera clavata e Dinoponera gigantea \| \| \| wiw-hó \| certo tipo de tocandira de cor cinzenta \| \| \| wiwìg \| libélula \| var. yiyìg \| \| wiwir̀ u \| nome dado aos maçaricos, espécies de aves das famílias dos caradrídeos e dos escolopacídeos \| (empréstimo regional) \| \| wiw-ö̀’ \| certo tipo de tocandira \| \| \| wõ̀h \| breu (nome dado a várias árvores da família das burseráceas, Protium sp.) \| wõ̀h tëg: árvore que dá o breu \| \| wõh-bùd’ \| certo tipo de morcego \| V. sɨb’ɨ \| \| wö́h-siwib \| certo tipo de bacaba \| V. siwìb \| \| wõhsó̃k \| certo tipo de jupará (família dos procionídeos, Bassaricyon alleni) \| \| \| wõh-sṹt \| breu-branco verdadeiro, cicantaá-iwá (Protium heptaphyllum) \| \| \| wohwèw \| curiango (certo tipo de bacurau de pescoço branco, família dos caprimulgídeos, Nyctidromus albicollis) \| \| \| wòm \| certo tipo de esquilo vermelho (família dos ciurídeos, provavelmente Sciurus igniventris) \| \| \| woroków’ \| aracuã (certo tipo de ave da família dos cracídeos, Ortalis motmot) \| var. wotórokow’ \| \| woroków’-ág \| certo tipo de arbusto cuja fruta é comestível (família das melastomatáceas, Clidemia sp.) \| \| \| wösökö́w’ \| pomba-botafogo (ave da família dos columbídeos, Columba subvinacea) \| \| \| wowòç \| nome dado aos arapaçus, aves da família dos dendrocolaptídeos (gêneros Dendrocincla, Dendrocolaptes, Dendrexetastes, Sittasomus e Xiphorhynchus) \| \| \| wowóy \| mucura-xixica, catita (nome dado a vários tipos de marsupiais pequenos, de hábitos noturnos e arborícolas, da família dos didelfídeos) \| \| \| y’o’-tẽ̀h \| cambéua (certo tipo de peixe liso, teleósteo siluriforme da família dos pimelodídeos, Pimelodella sp.) \| \| \| ya’ám \| onça (termo genérico para os mamíferos da família dos felídeos) \| \| \| ya’am-dö̀ \| onça-vermelha (Puma concolor) \| \| \| ya’am-hɨ́’ \| maracajá-açu (Leopardus pardalis) \| \| \| ya’am-hö̀’ \| cão, cachorro (mamífero da família dos canídeos, Canis familiaris) \| (a forma abreviada é ya’am-bö̀’) \| \| ya’am-pö̀g \| onça-pintada (Panthera onca) \| \| \| ya’am-s’á \| onça-preta \| \| \| ya’am-tẽ́h \| certo tipo de maracajá ou gato silvestre (Leopardus sp.) \| \| \| ya’am-wãwã̀t \| cachorro-do-mato (mamífero da família dos canídeos, Speothos venaticus) \| \| \| yä́h \| certo tipo de rã comestível de tamanho grande que vive nas margens dos rios e na terra firme (Leptodactylus sp.) \| \| \| yã́h \| uacu (árvore grande cujas sementes assadas ou cozidas são comestíveis, leguminosa da família das papilionoídeas, Monopteryx uaucu) \| \| \| yahám \| caju (nome dado a várias espécies da família das anacardiáceas, Anacardium sp.) \| \| \| yãh-dö̀g \| certo tipo de iwa-pixuna \| V. dö̀g \| \| yãh-tëg-tɨ́y \| nome dado a várias espécies de jararacas silvestres \| \| \| yak̀ \| nome dado a várias espécies de araras; certo tipo de gafanhoto vermelho \| \| \| yak-dö ̀ \| nome dado a duas espécies de araras vermelhas: a araracanga (Ara macao) e a arara-vermelha (Ara chloroptera) \| \| \| yàk-hõp \| pirarara (certo tipo de peixe teleósteo siluriforme da família dos pimelodídeos, Phractocephalus sp.) \| \| \| yak-oh́ \| maracanã-guaçu (Ara severa) \| \| \| yak-töhö ̀ \| arara-canindé (Ara ararauna) \| \| \| yawàç \| macaco-prego (macaco da família dos cebídeos, Cebus apella) \| \| \| yawaç-nuh-täç-ág \| certo tipo de árvore pequena cujos frutos são comestíveis (família das violáceas, Leonia glycycarpa) \| sin. s’ib-yës-ág \| \| yawák \| japurá (certo tipo de fruta com as sementes da qual se prepara uma massa usada como tempero de peixe, família das voquisiáceas, Erisma japura) \| \| \| yáy \| certo tipo de jeju (peixe teleósteo caraciforme da família dos eritrinídeos, Hoplerythrinus unitaeniatus) \| \| \| yäyä̀h \| aranha-caranguejeira \| \| \| ye’-bóh \| certo tipo de maniuara não comestível \| \| \| yé̃’-s’ó \| lábios-de-prostituta (nome dado a certo arbusto da família das rubiáceas, Psychotria poeppigiana) \| \| \| yë̀ç \| jacuaçu (certo tipo de ave da família dos cracídeos, Penelope jacquacu) \| \| \| yẽ́s-högö́’ \| certo tipo de uariá \| \| \| yë̀w \| nome dado a dois tipos de tatus (família dos dasipodídeos) \| \| \| yëw-hõ̀ \| tatu-galinha (Dasypus novemcinctus) \| \| \| yëw-s’á \| tatu-quinze-quilos (Dasypus kappleri) \| \| \| yɨyɨ̀w \| certo tipo de maniuara pequena e comestível \| \| \| yò’ \| vespa (termo genérico) \| \| \| yò’ \| urtiga (nome dado a várias espécies da família das urticáceas, Laportea sp.) \| \| \| yṍh \| tipiti; muçum (certo tipo de peixe de corpo serpentiforme que vive nos pântanos ou no lodo, teleósteo simbranquiforme da família dos simbranquídeos, Synbranchus marmoratus) \| \| \| yók \| nome dado a dois tipos de lontras (mamíferos da família dos mustelídeos) \| \| \| yok-kúç, yok-tẽ́h \| lontrinha (Lontra longicaudis) \| \| \| yok-pö̀g \| ariranha (Pteronura brasiliensis) \| \| \| yom’oy-sìy’ \| certo tipo de sagüi de rosto pelado e de bochechas brancas (macaco da família dos calitriquídeos, Saguinus inustus) \| \| \| yón \| nome dado a uma variedade de tamanduá, de cor marrom, sem colete, que vive junto com a variedade que possui um colete \| V. b’ú’ \| \| yóró-sa’ \| canela-de-jacamim (certo tipo de arbusto da família das violáceas, Rinorea macrocarpa) \| \| \| yòy \| curauá (planta da família das bromeliáceas, Ananas sativus); serve para amarrar pontas da flecha, para ajeitar a borda dos cestos, etc. \| \| \| yúb \| cipó (termo genérico) \| \| \| yub-b’ók \| nome dado a um tipo de peixe-espada pequeno que vive na areia dentro d’água \| \| \| yúb-bëp \| nome dado a várias espécies de cobras-cipós, de cor verde ou cinzenta \| \| \| yuhúm \| abacate (planta da família das lauráceas, Persea americana) \| \| \| yuhúm-hã́’ \| louro-abacate (Ocotea tabacifolia) \| \| \| yurì \| sururina, tururim (certo tipo de inambu pequeno da família dos tinamídeos, Crypturellus soui) \| \| \| yurùh \| certo tipo de jacundá liso, avermelhado de boca pintada, peixe teleósteo percomorfo da família dos ciclídeos (Crenicichla sp.) \| \| | |                                                              |
| Hupd'äh | Glosa | Notas                                                        |
| a’-pö̀h | mãe-da-lua (certo tipo de urutau, ave da família dos nictibídeos, Nyctibius griseus) |                                                              |
| ãy-sú’-tɨ́t | jacitara (palmeira que serve para fazer cestinhos e tipitis, família das arecáceas, Desmoncus sp.) |                                                              |
| b’ab’a’̀ | imbaúba-roxa (certo tipo de imbaúba da capoeira, família das cecropiáceas, Cecropia purpurascens) |                                                              |
| b’äb’ä́g | cubiu (planta da família das solanáceas, Solanum sessiliflorum) | b’äb’äg-pö̀g, b’äb’äg-tẽ̀h: variedades de cubius               |
| b’ab’àw | cobra-de-duas-cabeças (réptil lacertílio da família dos anfisbenídeos, Amphisbaena sp.) |                                                              |
| b’áw | nome dado a várias espécies de jararacas silvestres de tamanho médio a grande (cobras da família dos crotalídeos, Bothrops spp.) |                                                              |
| b’ä̀w | escorrega-macaco (certa árvore da caatinga, madeira excelente para fazer estacas, planta leguminosa da família das cesalpinoídeas, Peltogyne paniculata; o nome tukano é páá-kãro)                                                                     |                                                              |
| b’aw-pö̀g | certo tipo de jararaca | V. b’áw                                                      |
| b’ëb’ë̀p | borboleta (termo genérico) |                                                              |
| b’eç̀ | ituí (nome dado a vários tipos de peixes-espadas ou sarapós da família dos gimnotídeos) |                                                              |
| b’eç-pö̀g | certo tipo de ituí | V. b’èç                                                      |
| b’ë́j | jandiá (peixe teleósteo siluriforme da família dos auquenipterídeos, Trachycorystes trachycorystes) |                                                              |
| b’ib’ìb’ | certo tipo de pequeno esquilo cinzento (família dos ciurídeos, provavelmente Sciurillus pusillus) |                                                              |
| b’ìg’ | jauari (certo tipo de palmeira ribeirinha espinhosa, Astrocaryum jauari) |                                                              |
| b’ɨ́j | nome dado aos macacos-de-cheiro (família dos cebídeos, Saimiri sciureus) |                                                              |
| b’is-dö̀ | pipira-vermelha (Ramphocelus carbo) |                                                              |
| b’ò’ | cuia |                                                              |
| b’ö̀’ | tucunaré (nome dado a vários peixes teleósteos percomorfos da família dos ciclídeos, Cichla spp.) | (empréstimo do tukano?)                                      |
| b’ò’ tat | o fruto desta planta |                                                              |
| b’ö’-pã́t-hõp | certo tipo de pirapucu esbranquiçado de tamanho médio |                                                              |
| b’ò’-tëg | planta de caule tortuoso (Crescentia cujete) cujo fruto é usado como vasilhas ou cuias |                                                              |
| b’ö́b | tururi (árvore cujo líber era utilizado para fazer tangas, família das esterculiáceas, Sterculia sp.) |                                                              |
| b’öb’ö̀w | bacuri (árvore cuja fruta é comestível, família das clusiáceas, Platonia insignis) |                                                              |
| b’ö́h | buçu (palmeira da família das arecáceas, Manicaria saccifera) |                                                              |
| b’öh-ã́y | certo tipo de piraíba (peixe teleósteo siluriforme da família dos pimelodídeos, Brachyplatystoma vaillantii) |                                                              |
| b’ok-dä́w | camutim |                                                              |
| b’òk-moh | inambu-pixuna, inambu-preto (certo tipo de inambu de tamanho médio, Crypturellus cinereus) | V. mòh                                                       |
| b’ö̀y | certo tipo de traíra, peixe teleósteo caraciforme da família dos eritrinídeos (Hoplias sp.) |                                                              |
| b’ö̀y | anacã (ave da família dos psitacídeos, Deroptyus accipitrinus) |                                                              |
| b’ö̀y-päç | certo tipo de piquiarana | V. pä̀ç                                                       |
| b’ú’ | cupim (designação comum aos insetos isópteros) |                                                              |
| b’ú’ | tamanduá-colete (mamífero da família dos mirmecofagídeos, Tamandua tetradactyla) | V. yón                                                       |
| b’ùk | apuí (nome dado a várias espécies de plantas hemiepífitas da família das clusiáceas, Clusia sp.) |                                                              |
| b’uy-tàk | cancão-grande (certo tipo de gavião da família dos falconídeos, Daptrius americanus) |                                                              |
| bä̀h | cumá (certo tipo de fruta comestível da caatinga, família das apocináceas, Couma sp.) |                                                              |
| bäh-uḱ | cupuí (certo tipo de fruta comestível que se parece com o cupuaçu, família das esterculiáceas, Theobroma subincanum) |                                                              |
| bé | ucuubarana (nome dado a várias espécies de árvores cuja polpa é comestível, família das miristicáceas, Iryanthera spp.) | (empréstimo do tukano?); tipos de ucuubas: s’äw’ä̀d, súg, tùy |
| bëbë́b | sapo-cururu (uma vez esfolado na água, é comestível) | V. hohóh                                                     |
| bɨ́ tó̃h | porco doméstico |                                                              |
| bi’̀ | rato (termo genérico) | (empréstimo do tukano?)                                      |
| bi’-dö̀ | certo tipo de rato vermelho (família dos murídeos, provavelmente Oryzomys sp.) |                                                              |
| bi’-hòb | certo tipo de rato terrestre espinhoso (família dos equimídeos, provavelmente Proechimys sp.) |                                                              |
| bì’-min | certo tipo de ingá | V. mìn                                                       |
| bi’-s’á | certo tipo de rato preto (família dos murídeos, Rattus rattus) |                                                              |
| bì’-ut | certo tipo de rato espinhoso |                                                              |
| bɨ́g | tamanduá-bandeira (mamífero da família dos mirmecofagídeos, Myrmecophaga tridactyla); certo tipo de maniuara comestível que serve de alimento aos tamanduás                                                                                            |                                                              |
| bö̀ | certo tipo de jibóia que vive na roça e pode ser encontrada até nas casas (cobra da família dos boídeos, Constrictor constrictor); é de tamanho menor que m’eh-pö̀g                                                                                     |                                                              |
| bö̀ | tico-tico (certo tipo de pássaro da família dos fringilídeos, Ammodramus sp.) | (empréstimo do tukano?)                                      |
| bób | matá-matá (nome dado a várias espécies de árvores sem frutos comestíveis da família das lecitidáceas, Eschweilera sp.) |                                                              |
| böbö́ | torom-patinho (ave terrestre da família dos formicarídeos, Myrmothera campanisona) |                                                              |
| böhöẃ’ | nome dado a vários tipos de garças brancas (ave da família dos ardeídeos) |                                                              |
| böhöw’-pö̀g | garça-branca-grande (Casmerodius albus) |                                                              |
| böhöw’-tẽ̀h | garça-branca-pequena (Egretta thula) |                                                              |
| böhö́w’-wɨwɨ́w’ | certo tipo de arumã (Monotagma sp.) | V. pá’                                                       |
| buhúh | mapati, cucura (planta de fruta comestível, família das cecropiáceas, Pourouma cecropiaefolia) | var. buhú                                                    |
| d’àd | jenipapo (planta da família das rubiáceas, Genipa americana) |                                                              |
| d’ad-b’ö́h | certo tipo de jenipapo ribeirinho (Palicourea sp.) |                                                              |
| d’ɨ́w | larva de besouro-tigre ou tigre-veloz (certo inseto predador da família dos cicindelídeos cuja larva vive na terra) |                                                              |
| d’ɨ́w-tëg | certo tipo de caraná (palmeira da família das arecáceas, Mauritiella aculeata) |                                                              |
| d’ö́ | cricrió-seringueiro (pássaro da família dos cotingídeos, Lipaugus vociferans) |                                                              |
| d’ö́b | nome dado a várias espécies de acarás, peixes teleósteos percomorfos da família dos ciclídeos |                                                              |
| d’ók | acarapuru (certo tipo de jeju pequeno, peixe teleósteo caraciforme da família dos eritrinídeos, Erythrinus sp.) |                                                              |
| d’ö̀p | nome dado a certos tipos de pássaros da família dos icterídeos (japu, japim) |                                                              |
| d’öp-pö̀g | japu-de-bico-encarnado (Gymnostinops yucarares) |                                                              |
| d’öp-s’á | japu-preto (Psarocolius decumanus) |                                                              |
| d’ö̀p-s’ew, d’öp-s’éw | japim-xexéu (Cacicus cela) |                                                              |
| d’ùh | certo tipo de árvore da caatinga cujo fruto é comestível, família das apocináceas (talvez Tabernaemontana sp.) |                                                              |
| d’ùs | maitaca-de-cabeça-azul (certo tipo de psitacídeo verde de cabeça azul, Pionus menstruus) | var. n’òy                                                    |
| dë̀’ | fruta-pão (árvore silvestre ou plantada cuja fruta possui uma polpa comestível, família das moráceas, Artocarpus incisa) |                                                              |
| dëh-b’ib’íh | bico-virado-miúdo (ave da família dos furnarídeos, Xenops minutus) |                                                              |
| dëh-d’ö́p | certo tipo de pássaro da família dos icterídeos, provavelmente do gênero Icterus |                                                              |
| dëh-hàt | certo tipo de jararaca ribeirinha, cobra da família dos crotalídeos, Bothrops sp. |                                                              |
| dëh-hö́p | mergulhão, corvo-marinho, biguá (ave da família dos falacrocoracídeos, Phalacrocorax olivaceus) |                                                              |
| dëh-hũt-sä́g | sucuriju (cobra da família dos boídeos, Eunectes murinus) | var. hũt-sä́g                                                 |
| dëh-kawán | guaxinim (mamífero da família dos procionídeos que come peixes e caranguejos, Procyon cancrivorus) |                                                              |
| dëh-kiwí’ | bananeirinha-do-mato (erva da família das heliconiáceas, Heliconia sp.) | V. kiwí’                                                     |
| dëh-körö́h | coró-coró (ave da família dos tresquiornitídeos, Mesembrinibis cayennensis) |                                                              |
| dëh-mi-pö̀g-hũtẽh | nome dado a certos pássaros da família dos tiranídeos (como a maria-cavaleira, Myiarchus ferox) |                                                              |
| dëh-mòh | ipequi (ave da família dos heliornitídeos, Heliornis fulica) |                                                              |
| dëh-pùp | pato-do-mato (ave da família dos anatídeos, Cairina moschata); certo tipo de jararaca ribeirinha |                                                              |
| dëh-sák | nome dado a vários tipos de martins-pescadores (família dos alcedinídeos) |                                                              |
| dëh-sɨ́b | mutum-de-bunda-marrom (Mitu tomentosum) |                                                              |
| dëh-sokw’ä́t | carará, biguatinga (ave da família dos anhingídeos, Anhinga anhinga) |                                                              |
| dëh-súg | maçarico-pintado (família dos escolopacídeos, Actitis macularia) |                                                              |
| dëh-tàh | capivara (mamífero da família dos hidrochaerídeos, Hydrochaeris hydrochaeris) |                                                              |
| dëh-w’ã̀ç | anu-coroca (Crotophaga major) |                                                              |
| dëh-wäḉ | certo tipo de cuiú-cuiú ou reco-reco pequeno que tem uma fileira de placas imbricadas ao longo da linha lateral (peixe teleósteo siluriforme da família dos doradídeos, Anduzedoras sp.)                                                               |                                                              |
| dö̀g | iwa-pixuna (nome dado a várias variedades de árvores cujas frutas pretas são comestíveis, família das burceráceas, Protium sp.) |                                                              |
| dög-m’èh | certo tipo de cobra, provavelmente a muçurana (cobra da família dos colubrídeos, Pseudoboa cloelia) |                                                              |
| dowoh-dö́-hõp | jurupiranga (certo tipo de aracu de bochechas vermelhas, peixe teleósteo caraciforme da família dos anostomídeos) |                                                              |
| ẽ̀ç | uacari-preto (macaco da família dos cebídeos, Cacajao melanocephalus) |                                                              |
| ẽ̀t | maracanã-do-buriti (Ara manilata) |                                                              |
| ë́w’ | nome dado a vários tipos de anambés, pássaros da família dos cotingídeos (entre outros, Cotinga cayana) |                                                              |
| hã́’ | louro (nome dado a várias árvores da terra firme, da família das lauráceas, cuja madeira serve para fabricar canoas) | hã́’ tëg: pé de louro                                         |
| hã’-s’á | louro-preto (Ocotea tabacifolia) |                                                              |
| hä́h | bodó, cascudo (nome dado a várias espécies de peixes teleósteos siluriformes da família dos loricarídeos; têm o corpo revestido de placas ósseas e a cabeça grande)                                                                                    |                                                              |
| hàt | jacaré (nome genérico dado aos répteis crocodilianos) |                                                              |
| háw | certo tipo de curuá conhecido como palha branca (palmeira da família das arecáceas, Attalea sp.) | sin. pëhë́                                                    |
| hä̀w | urucu (Bixa orellana, família das bixáceas) |                                                              |
| hayám-pej | certo tipo de umari | V. pèj                                                       |
| hèd | certo tipo de abiurana da floresta cuja fruta é comestível (família das sapotáceas, Pouteria freitasii) |                                                              |
| hèg | surucucu (cobra da família dos crotalídeos, Lachesis muta) |                                                              |
| héréh | maracanã-guaçu (ave da família dos psitacídeos, Ara severa) |                                                              |
| héw | macaco-caiarara (macaco da família dos cebídeos, Cebus albifrons) |                                                              |
| hɨ́ | pirá-andirá (peixe teleósteo caraciforme da família dos cinodontídeos, Hydrolycus sp.) |                                                              |
| himún-tëg | paxiúba-barriguda (palmeira da família das arecáceas, Iriartea ventricosa) |                                                              |
| hö’-sö́k | surucuá-pavão (ave da família dos trogonídeis, Pharomachrus pavoninus) | V. tötö́b’                                                    |
| hö̀b | nome dado aos pica-paus (família dos picídeos) |                                                              |
| höb-pö̀g | nome dado a vários tipos de pica-paus grandes (Campephilus sp. e Dryocopus lineatus) |                                                              |
| höb-sĩ̀ | pica-pau-anão (nome dado a vários tipos de pica-paus pequenos (Picumnus sp.)) |                                                              |
| högö́’ | uariá (planta da família das marantáceas, Maranta lutea) |                                                              |
| hö̀h | borrachudo (certo tipo de inseto hematófago da família dos simulídeos) |                                                              |
| hohóh | sapo-cururu |                                                              |
| hohóh-mɨh | certo tipo de ucuqui | V. mɨ̀h                                                       |
| hohòy | tatu-de-rabo-mole (mamífero da família dos dasipodídeos, Cabassous unicinctus) |                                                              |
| hó̃k-tɨ́t | certo tipo de tiririca (planta da família das ciperáceas) |                                                              |
| hõ̀p | peixe (termo genérico) |                                                              |
| hò̃p-nam | cunambi (nome dado a várias ervas plantadas que servem de timbó, família das euforbiáceas, Phyllanthus sp.) | sin. súg-k’et                                                |
| hõp-pòy | nome dado a várias espécies de surubins (nome dado a peixes teleósteos siluriformes da família dos pimelodídeos, Pseudoplatystoma fasciatum) |                                                              |
| hõp-tẽ́h-tõj | certo tipo de jacundá de tamanho médio (Crenicichla albopunctata) |                                                              |
| hösé | acará-bauari (certo tipo de peixe teleósteo percomorfo da família dos ciclídeos, Mesonauta festivus) |                                                              |
| hú’ | pium |                                                              |
| hùd | certo tipo de saúva comestível |                                                              |
| hurúk | uru-coroado, udu-de-coroa-azul, juruva (ave da família dos momotídeos, Momotus momota); certo tipo de mandi de tamanho médio |                                                              |
| hũ̀t | tabaco (planta da família das solanáceas, Nicotiana tabacum) |                                                              |
| hũtẽh-nuh-tè’ | certo tipo de sabiá (pássaro da família dos turdídeos, Turdus lawrencii) |                                                              |
| hũtẽh-wɨ̀d-d’äh | nome dado aos pássaros da família dos formicarídeos (do gênero Myrmotherula, etc.) que se reúnem com bandos de outros pássaros |                                                              |
| ɨ̃̀h | formiga-de-fogo (Solenopsis sp.) |                                                              |
| ɨ́t | nome dado a todas as espécies de piranhas (peixes teleósteos caraciformes da família dos serrassalmídeos) |                                                              |
| k’ä́b | inajá (nome dado a certa palmeira da família das arecáceas, Maximiliana regia) |                                                              |
| k’ä̀ç-sɨb’ɨ́h | certo tipo de morcego hematófago (provavelmente o vampiro, morcego da família dos desmodontídeos, Desmodus rotundus) |                                                              |
| k’äh-ág | açaí-da-caatinga, açaí-chumbinho (palmeira da família das arecáceas, Euterpe catinga) |                                                              |
| k’áj | cutiuaia (mamífero da família dos dasiproctídeos, Myoprocta pratti) |                                                              |
| k’áj-wõh | certo tipo de breu avermelhado |                                                              |
| k’ãk’ã̀y | certo tipo de daquiru (peixe da família dos doradídeos que vive nos igapós e que tem placas e raios cortantes esparsos pelo corpo, Anadoras weddellii)                                                                                                 |                                                              |
| k’èg-tẽh-s’ó | borboleta (certo tipo de planta originária da Índia, família das zingiberáceas, Hedychium coronarium, cujas flores brancas são muito perfumadas) |                                                              |
| k’í | carapanã |                                                              |
| k’i-ag-tók | canafístula (planta da família das costáceas, Costus arabicus) |                                                              |
| k’ik’í’ | tamanqueira (árvore da família das rutáceas, Zanthoxylum sp.) |                                                              |
| k’ö̀b | tucumã (palmeira da família das arecáceas, Astrocaryum tucuma) |                                                              |
| k’ö̀g | macaco zogue-zogue (macaco da família dos cebídeos, Callicebus torquatus) |                                                              |
| k’ö̀g-pupu’ | certo tipo de maracujá, planta silvestre da família das passifloráceas (Passiflora acuminata) |                                                              |
| káb | certo tipo de taioba pequena (planta da família das aráceas, Xanthosoma sp.) |                                                              |
| kapì’ | caapi (Banisteria caapi) |                                                              |
| kã́w | certo tipo de araçari (tucano de tamanho médio, família dos ranfastídeos, Pteroglossus flavirostris) |                                                              |
| kayak-bö́ | mandioca-mole |                                                              |
| kayak-tó’ | mandioca (planta da família das euforbiáceas, Manihot utilissima) |                                                              |
| kayak-tó’-hõp | uiuarana (certo tipo de peixe parecido com aracu, da família dos anostomídeos) | var. keyèk-hõp, k’ehèkhõp                                    |
| kayak-wèd | macaxeira (Manihot aypi) |                                                              |
| ker’ág | açaí (palmeira da família das arecáceas, Euterpe sp.) |                                                              |
| kerès | tuim-de-bico-escuro (ave da família dos psitacídeos, Forpus sclateri) | var. kekék                                                   |
| kĩkĩ́k | trinca-ferro, tempera-viola (certo pássaro da família dos fringilídeos, Saltator maximus) |                                                              |
| kiwí’ | bico-de-guará, bananeirinha (nome dado a várias espécies ou variedades da família das heliconiáceas, Heliconia sp.) |                                                              |
| kö́ç | certo tipo de formiga-de-correição | var. saw-töhö̀                                                |
| kóh | jatobá, jutaí (nome dado a várias espécies de plantas leguminosas da família das cesalpinioídeas, Hymenaea sp.) |                                                              |
| kòk | certo tipo de maniuara comestível |                                                              |
| kokòw-tëg | marajá (nome dado a várias espécies de palmeiras da família das arecáceas, Bactris sp.) |                                                              |
| kòn | visgueiro (planta leguminosa da família das mimosoídeas, Parkia velutina) |                                                              |
| köpö̀y’ | taioba (planta da família das aráceas, Xanthosoma sagittifolium) | (empréstimo do tukano)                                       |
| korohòg | azulão (certo tipo de borboleta azul da família dos morfídeos, Morpho sp.) | var. tötö̀h                                                   |
| ków | pimenta (planta da família das solanáceas, Capsicum sp.) |                                                              |
| kow-b’ók | quinhampira | V. ków                                                       |
| kukup-yë̀ | murucututu (nome dado a certo tipo de coruja da família dos estrigídeos, Pulsatrix perspicillata) |                                                              |
| kukúy | macaco-da-noite (macaco da família dos cebídeos, Aotus vociferans) | var. kukúç                                                   |
| kũyṹ | certo tipo de besouro que dá uma larva comestível (moxiuá) | tob’od-kũyṹ: certo tipo de besouro                           |
| m’èh | cobra (termo genérico) |                                                              |
| masì | corrupião-do-rio-negro, rouxinol (pássaro da família dos icterídeos, Icterus chrysocephalus) | var. sĩ̀, s’ak-sòj                                            |
| mè’ | carajuru (planta cujas folhas produzem uma tinta vermelha para untar o rosto quando misturadas com urucu; é também usado pelo xamã; família das bignoniáceas, Arrabidaea chica)                                                                        |                                                              |
| mehèn | jupará (certo tipo de mamífero da família dos procionídeos, Potos flavus) |                                                              |
| meméç | jacamim-de-costas-cinzas (ave da família dos psofídeos, Psophia crepitans) |                                                              |
| mèt | cutia (mamífero da família dos dasiproctídeos, Dasyprocta fuliginosa) |                                                              |
| mét-tä́g-hõp | patauá-caroço (certo tipo de aracu pintado, Laemolyta taeniata) |                                                              |
| mèt-ya’ám | certo tipo de gato silvestre (provavelmente, Herpailurus yaguarondi) |                                                              |
| mìh | nome genérico dado aos quelônios |                                                              |
| mɨ̀h | ucuqui (planta da família das nictagináceas, Neea sp.) |                                                              |
| mih-dö̀ | upé, irapuca (certo tipo de quelônio pequeno e vermelho) |                                                              |
| mih-pö̀g | jabuti |                                                              |
| mimìn | nome dado a várias espécies de plantas leguminosas silvestres da família das mimosoídeas, Parkia sp.) |                                                              |
| mìn | ingá (nome dado a várias espécies de plantas, silvestres ou cultivadas, leguminosas da família das mimosoídeas, Inga spp.) |                                                              |
| mìn-k’et-dög | certo tipo de iwa-pixuna | V. dö̀g                                                       |
| mòç | taxi (nome dado a várias espécies de árvores leguminosas cesalpinioídeas, provavelmente do gênero Tachigali sp.); formiga-taxi (nome dado a certos tipos de formigas agressivas que vivem em simbiose com este vegetal, gêneros Pseudomyrmex e Azteca) |                                                              |
| mòh | nome dado a certas espécies de inambus de tamanho grande ou médio (família dos tinamídeos) |                                                              |
| moh-hö̀h | inambu-galinha (certo tipo de inambu de tamanho médio, Tinamus guttatus) |                                                              |
| mohoỳ | veado (nome genérico para os mamíferos cervídeos) |                                                              |
| mohoy-dö̀ | veado-mateiro (Mazama americana) |                                                              |
| mohòy-k’et | caruru-bravo (planta de folhas comestíveis que cresce nas roças, família das fitolacáceas, Phytolacca rivinoides) |                                                              |
| mohoy-k’et-töhö̀ | certo tipo de caruru |                                                              |
| mohoy-núh | cabeça-de-veado | V. mohòy                                                     |
| mohòy-pɨ̃g | certo tipo de cucura | V. pɨ̃̀g                                                       |
| mohoy-s’á | veado-catingueiro (Mazama gouazoubira) | V. mohòy                                                     |
| moh-pö̀g | inambu-de-cabeça-vermelha, inambu-grande (certa espécie de inambu grande, Tinamus major) | V. mòh                                                       |
| mót | certo tipo de fruta comestível parecida com o cunuri, família das euforbiáceas |                                                              |
| mot-hṍk | nome dado a vários tipos de socós da família dos ardeídeos, o socó-boi (Tigrisoma sp.) e o socoí (Ixobrychus sp.) | var. morók                                                   |
| mòy-hutẽh | corruíra-de-casa (pássaro de cor parda, de bico comprido, de pescoço e ventre esbranquiçados, que costuma fazer o seu ninho em cima dos telhados, família dos trogloditídeos, Troglodytes aedon)                                                       |                                                              |
| moytùd | urumutum (ave da família dos cracídeos, Nothocrax urumutum) |                                                              |
| moywä̀k | espelho; passarão, jaburu (Euxenura maguari?) | var. mayä̀k, moyä̀k, hup-kë́y-tëg                               |
| muh-k’ä́w | certo tipo de araçari (ave da família dos ranfastídeos, Pteroglossus sp.) |                                                              |
| mú-hõp | certo tipo de aracu transversalmente listrado de preto e amarelo (peixe teleósteo caraciforme da família dos anostomídeos, Leporinus sp.) |                                                              |
| mùh-tëg | cana-de-açúcar (planta da família das poáceas, Saccharum officinarum) |                                                              |
| mun-kóh | pau-roxo (certo tipo de fruta comestível que cresce na caatinga, planta leguminosa da família das cesalpinioídeas, Peltogyne catingae) |                                                              |
| mùy’ | murici (arbusto cuja fruta é comestível, Byrsonima crispa) | (comparar com tukano)                                        |
| n’òy | maitaca | V. d’ùs                                                      |
| naháw | macucu (árvore grande que serve para fazer tábuas, leguminosa da família das papilionoídeas, Aldina heterophylla) |                                                              |
| nàm | curare (certo tipo de cipó cuja casca fornece um veneno forte para caçar ou guerrear, adicionando-se outras plantas, família das loganiáceas, Strychnos sp.)                                                                                           |                                                              |
| nùh-bi’ | certo tipo de rato |                                                              |
| nùh-dë́w | murujuí (certo tipo de pássaro da família dos tiranídeos, Fluvicola pica) | var. nùh-dö́w; V. núh                                         |
| nuh-käbä́k | certo tipo de saúva comestível |                                                              |
| núh-käbä́k-yã́h | certo tipo de uacu | V. yã́h                                                       |
| nùh-s’e’ | certo tipo de arraia | V. s’è’                                                      |
| ò’ | tambuatá (peixe teleósteo siluriforme da família dos calictídeos, Hoplosternum littorale, cujo corpo é revestido de placas ósseas) |                                                              |
| o’-s’ũ̀y’ | certo tipo de tambuatá pequeno |                                                              |
| ö́h | macaco-barrigudo (macaco da família dos cebídeos, Lagothrix lagotricha) |                                                              |
| ö́j | certo tipo de morcego de orelhas grandes, com um ferro de lança no focinho, que vive em colônia no buraco de cupinzeiro nas árvores (família dos filostomídeos, Tonatia brasiliensis)                                                                  |                                                              |
| òk | tatu-canastra (mamífero da família dos dasipodídeos, Priodontes maximus) |                                                              |
| ów | calango |                                                              |
| pä̀ç | piquiarana (árvore cuja fruta serve de timbó, família das cariocaráceas, Caryocar glabrum) |                                                              |
| pàç-suk | galo-da-serra (ave da família dos rupicolídeos, Rupicola rupicola) |                                                              |
| paç-wäg-hõ̀p | pescada (peixe teleósteo percomorfo da família dos cianídeos, Plagioscion squamosissimus) |                                                              |
| pãhã́y | sorvão (árvore da família das apocináceas, Couma guianensis) |                                                              |
| pä̀j | uruçu (certo tipo de abelha melífera cuja colméia fica nas árvores grandes e é enorme) |                                                              |
| páka’ | certo tipo de angelim (planta da família das leguminosas) |                                                              |
| pán | preguiça (mamífero da família dos bradipodídeos, Bradypus variegatus); certo tipo de lagarta urticante |                                                              |
| päpä́p | certos tipos de corujinhas (corujas pequenas da família dos estrigídeos e do gênero Otus) |                                                              |
| pás | mandubé (peixe teleósteo siluriforme da família dos ageneiosídeos, Ageneiosus brevifilis) |                                                              |
| pë̀d | cunuri (certa fruta cujas amêndoas são comestíveis uma vez tirado o veneno com cocção e imersão na água, família das euforbiáceas, Cunuria spruceana); nome feminino de benzimento                                                                     |                                                              |
| pëhë́ | curuá (palmeira usada para cobrir casas e fazer tampas de camotim, Attalea sp.) | (empréstimo do tukano)                                       |
| pèj | umari (árvore cuja fruta é comestível, família das icacináceas, Poraqueiba sp.) |                                                              |
| pej-d’áp-tɨ́t | cipó-d'água (nome dado a várias espécies de cipós da família das diliniáceas, Doliocarpus sp., dos quais se obtém uma água fresca quando cortados em pedaços)                                                                                          |                                                              |
| pèj-hõp | certo tipo de aracu pequeno esbranquiçado (peixe teleósteo caraciforme da família dos anostomídeos) | sin. mɨ̀hwäg                                                  |
| pej-s’á | certo tipo de umari | V. pèj                                                       |
| pèj-sih | certo tipo de samambaia (Selaginella sp.) |                                                              |
| pẽ́y-tëg | pau-d'arco (nome dado a várias espécies de árvores usadas para fazer arcos, família das bignoniáceas, Tabebuia sp.) |                                                              |
| pí’ | batata-doce (planta da família das convolvuláceas, Ipomoea batatas) |                                                              |
| pɨ̀’ | certa árvore da capoeira cuja fruta é comestível (provavelmente da família das lauráceas, Ocotea sp.) | (empréstimo do tukano)                                       |
| pɨ̃̀g | nome dado a várias espécies de cucuras silvestres comestíveis (planta da família das cecropiáceas, Pourouma sp.) | (empréstimo do tukano)                                       |
| pihà | caruru-da-cachoeira (planta ribeirinha da qual se tirava um sal, família das podostemáceas, Mourera fluviatilis) |                                                              |
| pɨhɨ́t | sororoca (planta da família das strelitziáceas, Phenakospermum guyannense); banana (planta da família das musáceas, Musa sp.) |                                                              |
| pɨhɨt-yùm | milho (Zea mays, família das poáceas) |                                                              |
| pɨ́-hõp | sardinha-amazônica (peixe teleósteo caraciforme da família dos caracídeos, Triportheus sp., que possui escamas grandes) |                                                              |
| pìj | cabari (certo tipo de planta leguminosa não comestível, Clathrotropis macrocarpa) |                                                              |
| pìj-hõp | matrinxã (peixe teleósteo caraciforme da família dos caracídeos, Brycon sp.) |                                                              |
| pikö́p | uirapuru-verdadeiro, músico-da-mata (certo pássaro da família dos trogloditídeos, Cyphorhinus arada) |                                                              |
| pɨ̃̀p | caba-beiju (certo tipo de caba grande e preta que constrói seu vespeiro em galhos ou cipós; em tukano, utí-pĩhiro) |                                                              |
| pisána | gato (Felis cattus domesticus, família dos felídeos) | (empréstimo do português, passando pelo nheengatu)           |
| pitirìh | bem-te-vi (ave da família dos tiranídeos, Pitangus sulphuratus) |                                                              |
| pö́ | certo tipo de sarapó pequeno |                                                              |
| pohót | nome dado a várias espécies de aracus, peixes teleósteos caraciformes da família dos anostomídeos |                                                              |
| pöhö́w-s’ɨw | certa variedade de pupunha | V. s’ɨ̀w                                                      |
| pòh-tëg | molongó (certo tipo de árvore do igapó de madeira muito leve, família das apocináceas, Ambelania grandiflora) | var. pö̀wɨ-tëg                                                |
| pöh-tɨ̃hɨ̃́y | nome dado a duas espécies de jararacas arborícolas de cor verde |                                                              |
| pó-hũtẽh | certo tipo de garrincha (pássaro da família dos trogloditídeos, Thryothorus genibarbis) |                                                              |
| pöh-wẽ́ç | nome dado a várias pombas do gênero Columba: a pomba-pedrês (Columba speciosa) e a pomba-galega (Columba cayennensis) | V. wẽ́ç                                                       |
| pón’ | certo tipo de rã comestível que vive nas margens dos rios (Hyla boans) |                                                              |
| pòp | mosca | V. popòk                                                     |
| popó | uru-corcovado (certo tipo de ave pequena da família dos fasianídeos, Odontophorus gujanensis) |                                                              |
| popòk | mosca doméstica | V. pòp                                                       |
| porén | louva-a-deus (nome dado a certos insetos da família dos mantídeos) |                                                              |
| pù’ | inharé (árvore de fruta comestível da família das moráceas, Helicostylis scabra) |                                                              |
| pũ’ũk-b’ö̀h-tëg | certo tipo de imbaúba que cresce nas capoeiras e cujas folhas dão cinzas que se misturam com a coca, família das cecropiáceas, Cecropia sp.) |                                                              |
| pu-ág | certo tipo de jenipapo de praia, árvore média de igapós, família das rubiáceas |                                                              |
| pug̀ | cuandu (mamífero roedor da família dos eretizontídeos, s da família dos psitimpropriamente chamado de porco-espinho, Coendou prehensilis) |                                                              |
| pùp | certo tipo de paxiúba (palmeira da família das arecáceas, Socratea exorrhiza) |                                                              |
| s’á’ | turi (árvore com os fragmentos de madeira da qual se fabrica tochas, família das rosáceas) |                                                              |
| s’ä́b-d’us | curica-de-bochecha-laranja (ave da família dos psitacídeos, Pionopsitta barrabandi) |                                                              |
| s’ã́h | cará (planta da família das dioscoreáceas, Dioscorea sp., da qual existem variedades plantadas e silvestres) |                                                              |
| s’àk | buriti (palmeira da família das arecáceas, Mauritia flexuosa) |                                                              |
| s’as’àp | lambe-olhos (certo tipo de abelha pequena) |                                                              |
| s’äw’ä̀d | certo tipo de ucuuba | V. bé                                                        |
| s’aw’-tó̃s | supi (pássaro da família dos piprídeos, Tyranneutes stolzmanni) |                                                              |
| s’è’ | arraia (nome dado aos peixes cartilaginosos da classe dos condrictes ou elasmobrânquios (Potamotrygon sp.) |                                                              |
| s’ìj | vira-bosta (certo tipo de besouro) |                                                              |
| s’ím | moxiua (certo tipo de larva branca comestível que vive nos caules de palmeiras derrubadas; é o estado final do besouro kũyũ) | var. s’ak-s’ím, s’ak-tõ̀h                                     |
| s’ís | tuipara (ave da família dos psitacídeos, Brotogeris cyanoptera) | var. k’ɨ́y’                                                   |
| s’ɨs’ɨ́g-tɨ́t | tiririca (planta da família das ciperáceas, Scleria sp.) |                                                              |
| s’ís-suwuk | certo tipo de samaúma | V. suwùk                                                     |
| s’ɨ̀w | pupunha (fruto de uma palmeira da família das arecáceas, Bactris gasipaes) |                                                              |
| s’ɨw-ag-nɨ́h | peixe-agulha (peixe teleósteo beloniforme da família dos belonídeos; dizem que as pupunheiras não mais dão frutos quando estes são apanhados por alguém)                                                                                               |                                                              |
| s’ɨ̀w-sũy | sanhaçu-azul-da-amazônia (pássaro da família dos traupídeos, Thraupis episcopus) | (empréstimo?)                                                |
| s’ò | peixe-espada (certo tipo de peixe teleósteo gimnotiforme da família dos ranfictídeos, Rhamphichthys rostratus) | (empréstimo do tukano)                                       |
| s’ö́y | carapanaúba (nome dado a várias árvores cuja madeira serve para fazer cabo de machado, família das apocináceas, Aspidosperma sp.) |                                                              |
| s’óy’ | nome dado a várias espécies de papagaios (aves da família dos psitacídeos, Amazona sp.) |                                                              |
| s’oy’-m’éh | cobra-papagaio (certo tipo de cobra arborícola da família dos boídeos) |                                                              |
| s’ùb | nome dado a vários tipos de gaturamos, pássaros da família dos traupídeos e do gênero Euphonia (especialmente, Euphonia laniirostris, Euphonia chrysopasta e Euphonia minuta)                                                                          |                                                              |
| sä́’ | camarão |                                                              |
| sab’àk | jupati, paxiubinha (palmeira da família das arecáceas, Iriartella setigera) |                                                              |
| sä́d | abiurana-braba (nome dado a várias espécies de frutas comestíveis produzidas por árvores grandes da terra firme, família das sapotáceas, Pouteria hispida)                                                                                             |                                                              |
| sàg | saracura-três-potes (ave da família dos ralídeos, Aramides cajanea); certo tipo de taioba |                                                              |
| sam’áy | mucura (marsupial da família dos didelfídeos, Didelphis sp.); certo tipo de peixe-espada preto com o topo da cabeça e a cauda brancos |                                                              |
| sãrã̀ | abacaxi | (empréstimo do tukano)                                       |
| sarakà’ | galo (ave doméstica da ordem dos galiformes, Gallus gallus) |                                                              |
| sàw | certo tipo de formiga-de-correição marrom |                                                              |
| säw’ä́b | tamaquaré (certo tipo de lagarto aquático) |                                                              |
| säwä̀h | nome dado a certos tipos de sabiás de cor marrom (família dos turdídeos, Turdus albicollis e Turdus hauxwelli) | var. bah-sṍrõ                                                |
| sàw-hũtẽh | nome dado a várias aves da família dos dendrocolaptídeos (Dendrocincla spp.) e dos formicarídeos que seguem as formigas-de-correição para comer os insetos espantados por elas                                                                         |                                                              |
| sáwí | pau-amarelo (árvore da família das rutáceas, Euxylophora sp.) |                                                              |
| sé | envira (nome dado às árvores da família das anonáceas, cuja parte interna da casca é fibrosa e é utilizada para fazer ligaturas) |                                                              |
| sẽ̀’ | cancão-de-anta (certo tipo de gavião da família dos falconídeos, Daptrius ater) |                                                              |
| së́ba | tesoureira (pássaro da família dos tiranídeos, Muscivora tyrannus) | var. d’ub-sasás, wah-ut-tö́w’                                 |
| sèw’ | certo tipo de pirapucu (peixe teleósteo caraciforme) |                                                              |
| sèw’-mɨh | certo tipo de ucuqui | V. mɨ̀h                                                       |
| sí | certo tipo de ituí ou sarapó, peixe da família dos gimnotídeos |                                                              |
| sĩ̀ | rouxinol | V. masì                                                      |
| sɨ́’ | sanguessuga |                                                              |
| sɨ́b | nome dado a dois tipos de mutuns, aves da família dos cracídeos |                                                              |
| sɨb’ɨ́h | morcego (termo genérico) |                                                              |
| sɨb’ɨh-wàh | certo tipo de morcego grande |                                                              |
| sɨb-pö̀g | mutum-de-bunda-branca (Crax daubentoni) |                                                              |
| sìh | capim (nome genérico dado à família das poáceas) |                                                              |
| sih-wáb | Paspalum sp. |                                                              |
| sìk | umiri (árvore da família das humiriáceas, Humiria floribunda) |                                                              |
| sìp | biribá (planta da família das anonáceas, Annona lanceolata) |                                                              |
| sĩ́pẽ | japana (certo tipo de planta silvestre usada como tinta corporal, família das asteráceas, Eupatorium ayapana) |                                                              |
| sip-kãrã̀p | graviola (Annona sp.) |                                                              |
| si-pö̀g | certo tipo de ituí |                                                              |
| sɨrɨ̀’-tók | cardamoma-do-Brasil (nome dado a várias espécies de zingiberáceas, Renealmia sp.; uma espécie cresce na terra firme, e outra, em capoeira; o rizoma serve contra a gripe)                                                                              |                                                              |
| siripipìh | certo tipo de andorinha ribeirinha (família dos hirundinídeos, Atticora sp.) | var. siripìh                                                 |
| síw | curió (pássaro da família dos fringilídeos, Oryzoborus angolensis) |                                                              |
| siwìb | bacaba comum (palmeira da família das arecáceas, Oenocarpus sp.) |                                                              |
| siw-s’á | tiziu (nome dado a um pássaro da família dos fringilídeos, Volatinia jacarina) | var. ke-ket-siríw, pirì-siw                                  |
| sṍ’ | certo tipo de bodó (peixe da família dos loricarídeos); certo tipo de matapi, armadilha de pesca em forma de funil |                                                              |
| sò̃g | inambu-anhangá, chororão (certo tipo de inambu de tamanho médio, família dos tinamídeos, Crypturellus variegatus) |                                                              |
| sòk | marianinha-de-cabeça-preta (ave da família dos psitacídeos, Pionites melanocephala) | var. sohòk                                                   |
| sokw’ä́t | nome dado a vários tipos de tucanos, aves da família dos ranfastídeos (Ramphastos sp.) |                                                              |
| som’òh | irara (mamífero da família dos mustelídeos, Eira barbara) |                                                              |
| sos̀̃ | cujubim (certa ave da família dos cracídeos, Pipile pipile) |                                                              |
| sòs | certo tipo de andorinha grande, de peito branco com borda marrom (Progne sp.) |                                                              |
| sú | quati (mamífero da família dos procionídeos, Nasua nasua) |                                                              |
| sub’út | poraquê, peixe-elétrico (peixe teleósteo gimnotiforme da família dos electroforídeos, Electrophorus electricus); apófise do cotovelo |                                                              |
| súg | beija-flor; violão |                                                              |
| súg | certo tipo de ucuuba cuja fruta é comestível | V. bé                                                        |
| súh | pinto-da-mata-coroado (ave da família dos formicarídeos, Formicarius colma, que costuma deslocar-se no chão da floresta) |                                                              |
| sùk | nome dado a certos tipos de corujas de tamanho médio que pertencem ao gênero Ciccaba, assim como a coruja-de-crista (Lophostrix cristata) |                                                              |
| suwùk | samaúma (nome dado a várias árvores da família das bombacáceas), algodão, seta (de zarabatana) |                                                              |
| tá̃’köröh | bico-de-brasa, chora-chuva (nome dado a várias aves da família dos buconídeos, Monasa spp.) |                                                              |
| täg-ág | certo tipo de árvore cuja fruta é comestível (família das boragináceas, Cordia sp.) |                                                              |
| tàh | anta (mamífero da família dos tapirídeos, Tapirus terrestris); boi |                                                              |
| tah-hòn | urutau-grande (família dos nictibídeos, Nyctibius grandis) |                                                              |
| tah-ö́w’ | certo tipo de araçari |                                                              |
| tah-wed-ág | goiaba-de-anta (árvore da família das melastomatáceas, Bellucia sp.) | sin. köröwö́                                                  |
| tàk-tëg | seringueira (nome dado a várias árvores da família das euforbiáceas, Hevea sp.) |                                                              |
| tát | formiga-taracuá (certo tipo de formiga que morde) |                                                              |
| tä́t | certo tipo de lagarto com patas rudimentares que vive na terra (Bachia spp.) |                                                              |
| tát-hõp | araripirá (certo tipo de peixe com cauda vermelha, peixe teleósteo caraciforme da família dos caracídeos, Chalceus macrolepidotus) |                                                              |
| tát-hũtẽh | choquinha-miúda (ave da família dos formicarídeos, Myrmotherula brachyura) |                                                              |
| tëg-d’uh-ĩ̀t | serra-pau (certo tipo de besouro xerófilo provido de uma proeminência na cabeça, família dos cerambicídeos) |                                                              |
| tehé | tamanduaí (mamífero da família dos mirmecofagídeos, Cyclopes didactylus) |                                                              |
| tẽhẽ́’ | piquiá (certa fruta venenosa usada como timbó) |                                                              |
| tëtë̀y | nome dado a duas espécies de cobras-corais venenosas listradas de preto e vermelho (cobras da família dos elapídeos e colubrídeos) | var. tätä̀y                                                   |
| tɨ̀ç | bico-chato-de-cabeça-cinza (pássaro da família dos tiranídeos, Tolmomyias poliocephalus) |                                                              |
| tɨ̃hɨ̃́y | nome dado a todas as cobras venenosas da família dos crotalídeos |                                                              |
| titíj’ | arapaçu-de-bico-de-unha (pássaro da família dos dendrocolaptídeos, Glyphorynchus spirurus) |                                                              |
| tĩtĩ̀t | andorinha-do-mato, urubuzinho (certo tipo de ave da família dos buconídeos, Chelidoptera tenebrosa) |                                                              |
| tɨ́w | certo tipo de castanha silvestre comestível cujas amêndoas são comestíveis e cujo pixide serve de pilão (família das lecitidáceas, Lecythis sp.); castanha-do-pará                                                                                     |                                                              |
| tṍh | porco (especialmente a queixada, mamífero da família dos taiaçuídeos, Tayassu pecari) |                                                              |
| tõh-hö́d’ | caititu (mamífero da família dos taiaçuídeos, Tayassu tajacu) |                                                              |
| tohób’ | piquiá (árvore cuja fruta é comestível, família das cariocaráceas, Caryocar villosum) |                                                              |
| tohòd | tapiocaba (certo tipo de caba que constrói seu pequeno vespeiro perto de ninhos de formigas taxis; em tukano, yãsá-utiawɨ̃) |                                                              |
| tõ̀j | nome dado a vários tipos de jacundás de escamas pequenas (peixes teleósteos percomorfos da família dos ciclídeos) |                                                              |
| top-k’èt | caraná (nome dado a várias espécies de palmeiras da família das arecáceas, Mauritia sp.) |                                                              |
| top-k’et-dö̀ | nome dado a vários tipos de ubins (palmeira da família das arecáceas, Geonoma sp.) |                                                              |
| tötö́b’ | nome dado a vários tipos de surucuás (aves da família dos trogonídeos, Trogon spp.) |                                                              |
| tũ-ág | araça-de-anta (nome dado a vários arbustos da família das melastomatáceas, Clidemia sp.) |                                                              |
| tùy | certo tipo de ucuuba | V. bé                                                        |
| ut-ág | mumbaca, certo tipo de palmeira cujos frutos duros dão uma amêndoa comestível (família das arecáceas, Astrocaryum sp.) | var. ut-ag-pö̀g, ur’ag-pö̀g                                    |
| w’ã̀ç | anu-preto (ave da família dos cuculídeos, Crotophaga ani) |                                                              |
| w’ìh | certo tipo de sarapó pequeno, peixe teleósteo gimnotiforme da família dos esternopigídeos |                                                              |
| w’ɨ́h | acariquara (árvore usada para esteios de casa, família das olacáceas, Minquartia guianensis) |                                                              |
| w’òh | certo tipo de sarapó grande, peixe teleósteo gimnotiforme da família dos esternopigídeos (Sternopygus macrurus) |                                                              |
| wä-́ nuh́ | erva-de-passarinho (nome dado a várias plantas das famílias das lorantáceas, eremelopidáceas, viscáceas e raflesiáceas) |                                                              |
| wa’́̃ | urubu-de-cabeça-preta (ave da família dos cathartídeos, Coragyps atratus) |                                                              |
| wa’̃ -puh̀ | urubu-rei (Sarcoramphus papa) |                                                              |
| wàg-tëg | certo tipo de imbaúba (é uma árvore freqüentemente monopodial que cresce em touceiras (família das cecropiáceas, talvez Cecropia sciadophylla) |                                                              |
| wáh | patauá (palmeira da família das arecáceas, Oenocarpus bataua) |                                                              |
| wahnáw | abiu (planta da família das sapotáceas, Lucuma sp.) |                                                              |
| wahnáw-mɨh | certo tipo de ucuqui | V. mɨ̀h                                                       |
| wahnáw-tëg | itaúba (árvore da família das lauráceas, Mezilaurus itauba) |                                                              |
| wáh-wäg | patauá-caroço (certo tipo de rato pequeno da família dos murídeos, Neacomys spinosus) | var. wah-wäg-kã́ç                                             |
| wä́k | certo tipo de saúva comestível |                                                              |
| wäkáw’ | nome dado a dois tipos de saúvas não comestíveis, um sendo b’ökö̀ |                                                              |
| wäkaw’-pö̀g | certo tipo de saúva grande | sin. wakáw’; V. b’ökö̀, wä́k                                   |
| wäkaw’-pö̀g | certo tipo de saúva | V. wäkáw’                                                    |
| wawáh | tovaca (ave terrestre da família dos formicarídeos, Chamaeza sp.) |                                                              |
| waybë́’ | tincoã | V. waywë́w’                                                   |
| waywë́w’ | tincoã, alma-de-gato (ave da família dos cuculídeos, Piaya cayana) | var. waywë́’, waybë́’                                          |
| wẽ́ç | nome dado aos columbídeos |                                                              |
| wẽç-dö̀ | juriti-piranga (nome dado a uma ave da família dos columbídeos, Geotrygon montana) | V. hä́y, wẽ́ç, wë̀t, wösökö́w’                                   |
| wë̀k | certo tipo de cipó da família do uambé, que serve para as crianças brincarem |                                                              |
| wèn’ | tucano-de-bico-preto (certo tipo de tucano da família dos ranfastídeos, Ramphastos vitellinus) |                                                              |
| wero-m’éh-töd | bigodinho (espécie de pássaro da família dos fringilídeos, Sporophila lineola) |                                                              |
| wë̀t | rolinha-de-asa-canela (ave da família dos columbídeos, Columbina minuta) | V. wö̀t                                                       |
| wewèg | certo tipo de mandi |                                                              |
| weweg-w’ä́t | mandi-piroca (certo tipo de mandi de cor escura, peixe teleósteo siluriforme da família dos pimelodídeos, Pimelodella sp.) | V. wewèg                                                     |
| wë̀y’ | tiriba (ave da família dos psitacídeos, Pyrrhura sp.) |                                                              |
| wɨ̀b | sacaibóia (certo tipo de cobra dos colubrídeos, Chironius sp.) |                                                              |
| wih̀ | gavião (termo genérico) |                                                              |
| wɨhɨ́w’ | arumã (nome dado a várias plantas da família das marantáceas); usa-se a tala para fabricar tipitis, cestos, peneiras e outros artefatos | (empréstimo do tukano)                                       |
| wih-pö̀g | gavião-real (ave da família dos acipitrídeos, Harpia harpyja) | V. wìh                                                       |
| wih-titiḿ’ | gavião-sauveiro, sovi (ave da família dos acipitrídeos, Ictinia plumbea) | V. wiritiḿ’                                                  |
| wìs | dançarino (nome dado a vários pássaros da família dos piprídeos, gêneros Pipra e Teleonema) |                                                              |
| wis-nuh-b’o’-dö̀ | dançarino-de-cabeça-encarnada |                                                              |
| wis-nuh-b’o’-põpõ̀h | dançarino-de-cabeça-azul (Pipra coronata) |                                                              |
| wis-nuh-b’o’-töhö̀ | dançarino-de-cabeça-branca (Pipra pipra) |                                                              |
| wìw | nome dado às tocandiras, formigas de grande porte da subfamília dos poneríneos, especialmente Paraponera clavata e Dinoponera gigantea |                                                              |
| wiw-hó | certo tipo de tocandira de cor cinzenta |                                                              |
| wiwìg | libélula | var. yiyìg                                                   |
| wiwir̀ u | nome dado aos maçaricos, espécies de aves das famílias dos caradrídeos e dos escolopacídeos | (empréstimo regional)                                        |
| wiw-ö̀’ | certo tipo de tocandira |                                                              |
| wõ̀h | breu (nome dado a várias árvores da família das burseráceas, Protium sp.) | wõ̀h tëg: árvore que dá o breu                                |
| wõh-bùd’ | certo tipo de morcego | V. sɨb’ɨ                                                     |
| wö́h-siwib | certo tipo de bacaba | V. siwìb                                                     |
| wõhsó̃k | certo tipo de jupará (família dos procionídeos, Bassaricyon alleni) |                                                              |
| wõh-sṹt | breu-branco verdadeiro, cicantaá-iwá (Protium heptaphyllum) |                                                              |
| wohwèw | curiango (certo tipo de bacurau de pescoço branco, família dos caprimulgídeos, Nyctidromus albicollis) |                                                              |
| wòm | certo tipo de esquilo vermelho (família dos ciurídeos, provavelmente Sciurus igniventris) |                                                              |
| woroków’ | aracuã (certo tipo de ave da família dos cracídeos, Ortalis motmot) | var. wotórokow’                                              |
| woroków’-ág | certo tipo de arbusto cuja fruta é comestível (família das melastomatáceas, Clidemia sp.) |                                                              |
| wösökö́w’ | pomba-botafogo (ave da família dos columbídeos, Columba subvinacea) |                                                              |
| wowòç | nome dado aos arapaçus, aves da família dos dendrocolaptídeos (gêneros Dendrocincla, Dendrocolaptes, Dendrexetastes, Sittasomus e Xiphorhynchus) |                                                              |
| wowóy | mucura-xixica, catita (nome dado a vários tipos de marsupiais pequenos, de hábitos noturnos e arborícolas, da família dos didelfídeos) |                                                              |
| y’o’-tẽ̀h | cambéua (certo tipo de peixe liso, teleósteo siluriforme da família dos pimelodídeos, Pimelodella sp.) |                                                              |
| ya’ám | onça (termo genérico para os mamíferos da família dos felídeos) |                                                              |
| ya’am-dö̀ | onça-vermelha (Puma concolor) |                                                              |
| ya’am-hɨ́’ | maracajá-açu (Leopardus pardalis) |                                                              |
| ya’am-hö̀’ | cão, cachorro (mamífero da família dos canídeos, Canis familiaris) | (a forma abreviada é ya’am-bö̀’)                              |
| ya’am-pö̀g | onça-pintada (Panthera onca) |                                                              |
| ya’am-s’á | onça-preta |                                                              |
| ya’am-tẽ́h | certo tipo de maracajá ou gato silvestre (Leopardus sp.) |                                                              |
| ya’am-wãwã̀t | cachorro-do-mato (mamífero da família dos canídeos, Speothos venaticus) |                                                              |
| yä́h | certo tipo de rã comestível de tamanho grande que vive nas margens dos rios e na terra firme (Leptodactylus sp.) |                                                              |
| yã́h | uacu (árvore grande cujas sementes assadas ou cozidas são comestíveis, leguminosa da família das papilionoídeas, Monopteryx uaucu) |                                                              |
| yahám | caju (nome dado a várias espécies da família das anacardiáceas, Anacardium sp.) |                                                              |
| yãh-dö̀g | certo tipo de iwa-pixuna | V. dö̀g                                                       |
| yãh-tëg-tɨ́y | nome dado a várias espécies de jararacas silvestres |                                                              |
| yak̀ | nome dado a várias espécies de araras; certo tipo de gafanhoto vermelho |                                                              |
| yak-dö ̀ | nome dado a duas espécies de araras vermelhas: a araracanga (Ara macao) e a arara-vermelha (Ara chloroptera) |                                                              |
| yàk-hõp | pirarara (certo tipo de peixe teleósteo siluriforme da família dos pimelodídeos, Phractocephalus sp.) |                                                              |
| yak-oh́ | maracanã-guaçu (Ara severa) |                                                              |
| yak-töhö ̀ | arara-canindé (Ara ararauna) |                                                              |
| yawàç | macaco-prego (macaco da família dos cebídeos, Cebus apella) |                                                              |
| yawaç-nuh-täç-ág | certo tipo de árvore pequena cujos frutos são comestíveis (família das violáceas, Leonia glycycarpa) | sin. s’ib-yës-ág                                             |
| yawák | japurá (certo tipo de fruta com as sementes da qual se prepara uma massa usada como tempero de peixe, família das voquisiáceas, Erisma japura) |                                                              |
| yáy | certo tipo de jeju (peixe teleósteo caraciforme da família dos eritrinídeos, Hoplerythrinus unitaeniatus) |                                                              |
| yäyä̀h | aranha-caranguejeira |                                                              |
| ye’-bóh | certo tipo de maniuara não comestível |                                                              |
| yé̃’-s’ó | lábios-de-prostituta (nome dado a certo arbusto da família das rubiáceas, Psychotria poeppigiana) |                                                              |
| yë̀ç | jacuaçu (certo tipo de ave da família dos cracídeos, Penelope jacquacu) |                                                              |
| yẽ́s-högö́’ | certo tipo de uariá |                                                              |
| yë̀w | nome dado a dois tipos de tatus (família dos dasipodídeos) |                                                              |
| yëw-hõ̀ | tatu-galinha (Dasypus novemcinctus) |                                                              |
| yëw-s’á | tatu-quinze-quilos (Dasypus kappleri) |                                                              |
| yɨyɨ̀w | certo tipo de maniuara pequena e comestível |                                                              |
| yò’ | vespa (termo genérico) |                                                              |
| yò’ | urtiga (nome dado a várias espécies da família das urticáceas, Laportea sp.) |                                                              |
| yṍh | tipiti; muçum (certo tipo de peixe de corpo serpentiforme que vive nos pântanos ou no lodo, teleósteo simbranquiforme da família dos simbranquídeos, Synbranchus marmoratus)                                                                           |                                                              |
| yók | nome dado a dois tipos de lontras (mamíferos da família dos mustelídeos) |                                                              |
| yok-kúç, yok-tẽ́h | lontrinha (Lontra longicaudis) |                                                              |
| yok-pö̀g | ariranha (Pteronura brasiliensis) |                                                              |
| yom’oy-sìy’ | certo tipo de sagüi de rosto pelado e de bochechas brancas (macaco da família dos calitriquídeos, Saguinus inustus) |                                                              |
| yón | nome dado a uma variedade de tamanduá, de cor marrom, sem colete, que vive junto com a variedade que possui um colete | V. b’ú’                                                      |
| yóró-sa’ | canela-de-jacamim (certo tipo de arbusto da família das violáceas, Rinorea macrocarpa) |                                                              |
| yòy | curauá (planta da família das bromeliáceas, Ananas sativus); serve para amarrar pontas da flecha, para ajeitar a borda dos cestos, etc. |                                                              |
| yúb | cipó (termo genérico) |                                                              |
| yub-b’ók | nome dado a um tipo de peixe-espada pequeno que vive na areia dentro d’água |                                                              |
| yúb-bëp | nome dado a várias espécies de cobras-cipós, de cor verde ou cinzenta |                                                              |
| yuhúm | abacate (planta da família das lauráceas, Persea americana) |                                                              |
| yuhúm-hã́’ | louro-abacate (Ocotea tabacifolia) |                                                              |
| yurì | sururina, tururim (certo tipo de inambu pequeno da família dos tinamídeos, Crypturellus soui) |                                                              |
| yurùh | certo tipo de jacundá liso, avermelhado de boca pintada, peixe teleósteo percomorfo da família dos ciclídeos (Crenicichla sp.) |                                                              |